# 2014년
2014년은 수요일로 시작하는 평년이다.

## 사건

### 1월
- 1월 1일 - 라트비아가 유로화를 도입하였다.
- 1월 2일 - 일본 지바현 동쪽 앞바다에서 규모 5.1의 지진이 발생하였다.
- 1월 3일 - 캄보디아 프놈펜에서 훈센 정권을 퇴진을 요구하는 시위가 발생하였다. 경찰의 발포로 5명이 사망하였고, 20여명이 부상당하였다.
- 1월 5일 - 방글라데시에서 야당의 보이콧 속에 총선이 실시되어서 야당이 승리하였고 이 날 반정부 시위가 발생해 100여명이 사망하였다.
- 1월 6일
  - 미국 일리노이주 시카고 등 북아메리카 일부 지역의 체감온도가 섭씨 영하 46도 (미국에서 사용하는 화씨로는 영하 50.8도)까지 떨어졌다. 이는 최악의 한파로 기록되었다. 또한 아르헨티나의 기온이 50도를 기록하는 등 남미지역은 폭염을 겪었다.
  - 미국 상원이 연방준비제도 의장 후보자인 재닛 옐런의 인준안을 가결시켰다.
- 1월 9일
  - 방글라데시 한국수출가공공단에서 대규모 시위가 발생해 경찰의 진압 과정에서 노동자 1명이 사망하였다.
  - 한국은행 금융통화위원회가 기준금리를 2.50%로 동결하다.
- 1월 11일 - 아리엘 샤론 전 이스라엘 총리가 식물인간 상태로 투병한 지 8년 만에 사망하였다.
- 1월 14일
  - 남수단 내전이 계속되는 가운데, 남수단주민들이 내전을 피해 보트를 타고 백나일강을 따라 대피하다 물에 빠져 200여명이 익사하였다.
  - 미국 정부가 사암 조각상을 포함한 세 점의 조각상을 인도 측에 반환하다.
- 1월 15일 - 이틀에 걸쳐 시행된 이집트 신헌법에 대한 국민투표가 투표율 38.6%, 찬성율 98.1%로 통과되었다.
- 1월 16일
  - 박근혜 대통령이 인도와 정상회담을 갖고, CEPA 확대와 안보분야 협력을 강화하기로 합의하였다.
  - 인도네시아 술라웨시우타라주에 대규모 홍수가 일어나 최소 13명의 사망자와 4만 여명의 이재민이 발생하였다.
- 1월 17일
  - 전라북도 고창군에서 고병원성 조류인플루엔자가 발생하였다. 이 일로 오리 2만 천 마리를 살처분하였다.
  - 필리핀 비사야제도와 남부 민다나오일대에 태풍 아가톤으로 34명이 사망하고 주민 46만명이 피해를 입었다.
  - 미국 버락 오바마 대통령은 일본 정부의 위안부 결의안준수를 촉구하는 내용이 담긴 통합세출법안에 공식 서명하였다.
- 1월 19일 - 중화인민공화국 칭다오 차량 생산기지에서 자체 개발해서 시험운행한 고속열차가 시속 605 km/h를 넘어 세계 신기록을 달성하였다.
- 1월 20일
  - KB국민카드, NH농협카드, 롯데카드에서 고객 정보 천만건 이상이 유출된 사실이 밝혀졌다.
  - 미국 네브래스카주 오마하의 사료공장에서 폭발이 일어나 2명이 사망하고 10명이 부상당하였다.
  - 리비아에서 한석우 코트라 무역관장이 무장괴한 4명에 의해 피랍당했다.
  - 대한민국 전라북도 고창군, 부안군 일대에서 조류 인플루엔자가 확산되다.
- 1월 21일
  - 미국 뉴욕등 동북부 지역에서 폭설이 내려 최소 1명이 사망하였다.
  - 스위스 그라우뷘덴주 다보스에서 나흘 간 세계 경제 포럼이 개최되다.
- 1월 22일
  - 태국에서 반정부 시위로 인해 60일 동안 국가 비상사태를 선포하였다.
  - 우크라이나 키이우에서 반정부 시위가 발생하였다. 경찰의 발포로 시위대 5명이 사망하였다.
  - 유럽우주국(ESA)이 허셜 적외선 우주 망원경을 사용해 왜행성 세레스가 수증기를 내뿜는 증거를 포착하다.
- 1월 23일
  - 캐나다 퀘벡주 릴 베르테의 한 요양원에서 화재가 발생하여 30여 명이 사망하다.
  - 카트린 삼바 판자가 중앙아프리카 공화국의 임시 대통령으로 취임하다.
- 1월 24일 - 미얀마 라카인주에서 불교도들이 이슬람촌을 공격하여 50여 명의 사망자가 발생하다.
- 1월 26일 - 아르헨티나가 13년만에 다시 국가 부도설에 휩싸이게 되었다.
- 1월 27일
  - 미국의 신용평가 무디스는 소니의 신용등급을 투기 등급으로 강등하였다.
  - 튀니지에서 신헌법이 몬세프 마르주키 대통령이 서명하여 정식으로 승인되다.
- 1월 28일
  - 미국 조지아주 상원에서 한반도 동쪽 바다 동해 표기법 결의안을 만장일치로 통과시켰다.
  - 우크라이나의 총리 미콜라 아자로프가 반정부 시위의 여파로 사임하다.
- 1월 31일 - 전라남도 여수시 낙포동 낙포각 원유2부두에서 기름 600여톤이 유출되어 근해가 오염되었다.

### 2월
- 2월 1일 - 조류 인플루엔자 의심 신고가 부산광역시와 충청북도 진천군에서도 접수되다.
- 2월 2일
  - 인도네시아 수마트라섬에서 시나붕 화산이 폭발하면서 15명이 사망하였다.
  - 타이 총선거에서 투표율이 50%에 미달한 한편, 반정부 시위가 지속되다.
- 2월 4일 - 스코틀랜드 의회가 동성 결혼을 허용하는 법률안을 통과시키다.
- 2월 5일 - 판문점 북측 지역 통일각에서 이산가족 상봉행사를 위한 남북 적십자 실무접촉을 가졌다. 이 접촉을 통해 이산가족 상봉을 2월 20일에서 2월 25일에 금강산에서 개최한다고 합의했다.
- 2월 6일
  - 김용판 전 서울경찰청장이 '국정원 댓글 수사 축소 혐의' 1심에서 무죄를 선고받았다.
  - 대한민국 해양수산부 장관이었던 윤진숙이 전격 경질되었다.
- 2월 7일
  - 파키스탄 정부의 친미정책에 반대하여 7년 간 반군활동을 하던 탈레반이 파키스탄 정부와 평화협상을 시작하다.
  - 영국 노퍽주의 해안가에서 80만 년 전 인간의 발자국 50여 개가 발견되다.
- 2월 8일 - 일본 도쿄에 45년만에 폭설이 내려 5명이 사망하고 630명이 부상하였다.
- 2월 9일 - 스위스가 유럽연합으로의 이민을 엄격히 제한하는 이민금지법에 대한 국민투표를 50.34%의 찬성율로 통과시키다.
- 2월 10일
  - 강원도 영동 지방에 이날까지 며칠간 1미터가 넘는 눈이 내렸다.
  - 도널드 그레그 전 주한 미국대사가 조선민주주의인민공화국 외무성 초청으로 비공식 방문하다.
  - 일본 도쿄 도지사 선거에서 마스조에 요이치가 압도적인 표차로 당선되었다.
- 2월 11일
  - 중화인민공화국과 중화민국이 양안 분단 이후 65년만에 처음으로 장관급 회담을 열다.
  - 알제리 동부 오움 엘 부아기에서 군 수송기가 추락해 77명이 사망하였다.
  - 무라야마 도미이치 전 일본 총리대신이 대한민국을 방문해 위안부 피해 여성을 만나다.
- 2월 12일
  - 스페인 법원이 티베트 독립 운동을 무력 진압한 장쩌민 전 중화인민공화국 주석 및 4명에 대해 체포 영장을 정식으로 발부하다.
  - 대한민국과 조선민주주의인민공화국이 판문점에 위치한 평화의 집에서 7년 만에 고위급 회담을 열다.
- 2월 13일
  - 대한민국 경기도 남양주시에 있는 빙그레 제 2공장에서 폭발사고가 발생해서 1명이 사망하고 3명이 부상당하였다.
  - 부산지방법원은 부림사건에 대한 재심에서 5명의 피해자에게 33년만에 무죄를 선고하였다.
  - 한국은행 금융통화위원회가 기준금리를 2.50%로 동결하다.
  - 이집트 룩소르에서 이집트 제17왕조 때 제작된 것으로 추정되는 3600년 전의 미라가 발견되다.
- 2월 15일
  - 부산광역시 남외항에서 기름이 유출되었다. 이는 여수 기름유출사고보다 1.5배 많은 것으로 기록되었다.
  - 미국 연방법원이 버지니아주의 동성 결혼 금지법률을 뒤짚는 판결을 내리다.
  - 시리아 내전 관련 협상이 성과 없이 종료되다.
  - 탐맘 살람이 레바논의 총리로 선출되다.
- 2월 16일
  - 이집트 시나이반도 타바에서 한국인을 태운 관광버스가 폭탄테러를 당해 진천중앙교회신도 3명이 죽고, 14명이 부상당하였다.
  - 네팔 서부 산악지대에서 승객과 승무원 18명을 태운 소형 여객기가 추락, 탑승자 전원이 사망하였다.
- 2월 17일
  - 경상북도 경주시 마우나리조트 체육관이 붕괴되었다. 이 사고로 부산외국어대학교 신입생 10명이 사망하고 103명이 부상당하였다.
  - 내란음모 혐의 등으로 기소된 이석기가 1심에서 유죄로 인정돼 징역 12년, 자격정지 10년이 선고되었다.
  - 로마로 향하던 에티오피아 항공기가 부조종사에 의해 납치되어 제네바 공항에 긴급착륙하다.
  - 국제연합 북한인권조사회가 조선민주주의인민공화국의 김정은을 국제사법재판소에 회부할 것을 권고하다.
- 2월 18일
  - 필리핀 관광도시 앙헬레스에서 한국인 관광객 1명이 피살된 채 발견되었다.
  - 우크라이나 키이우에서 반정부 시위가 일어나 100명 이상의 사상자가 발생하다.
- 2월 20일 - 우크라이나에서 반정부 시위가 발생해 시위대와 경찰의 충돌로 100여명 이상 사망하였다.
- 2월 21일 - 우크라이나 정부와 야당이 연립정부 수립과 조기 총선을 결의하다.
- 2월 22일
  - 중화민국 북부 내륙 이란현에서 규모 5.4의 지진이 발생하였다.
  - 마테오 렌치가 이탈리아의 총리로 취임하다.
  - 빅토르 야누코비치 우크라이나 대통령이 탄핵되어 올렉산드르 투르치노우가 대통령 대행직에 취임하다.
- 2월 24일
  - 조선민주주의인민공화국 경비정이 서해 북방한계선 이남 대한민국 해역을 세 차례 침범하였다.
  - 요웨리 무세베니 우간다 대통령이 동성애 차별법에 서명하다.
  - 세계최대 IT기업인 삼성전자에서 자사신제품 발표행사인 '삼성 언팩 2014 에피소드1'을 스페인 바르셀로나에서 진행하다.
- 2월 25일
  - 박근혜 대통령이 청와대에서 경제 혁신 3개년 계획을 발표하였다.
  - 미국 국토안보부가 아시아나항공 214편 착륙 사고에 대한 책임을 물어 아시아나 항공에 50만 달러의 벌금을 부과하다.
- 2월 27일
  - 경기도 수원시 광교산에서 불이 났으나 4시간 여만에 완전 진화되었다.
  - 잰 부르어 미국 애리조나 주지사가 동성애자 및 타종교인 대상 서비스 차별법안 승인을 거부하다.
- 2월 28일
  - 러시아 무장단체가 우크라이나 크림반도에 위치한 두 공항을 점거하고 러시아 정부가 크림 자치 공화국에 2000여 명의 병력을 파병하다.
  - 비트코인의 최대거래소인 마운트곡스가 해킹에 의한 비트코인 상실 등으로 인해 경영파탄 상태에 빠져 일본 법원에 회생절차를 신청하다.

### 3월
- 3월 1일 - 10여명의 무장괴한들이 중화인민공화국 쿤밍역을 습격해 29명이 사망하고 143명이 부상당했다. 조사 결과 이 괴한들은 소수민족인 위구르족 독립운동 단체 소속인 것으로 밝혀졌다.
- 3월 2일
  - 민주당 김한길 대표와 안철수 새정치연합 창당준비위 중앙위원장이 통합 신당을 창당하고 기초선거에서 공천하지 않기로 합의했다고 발표했다.
  - 김한길 민주당 대표와 안철수 의원이 지방선거 전에 통합신당을 창당할 것이라고 발표하다.
  - 태국에서 지난 총선 때, 선거가 시행되지 못했던 18개 지역 중 5개 지역에서 재선거가 실시되다.
- 3월 3일
  - 조선민주주의인민공화국이 동해안으로 단거리 미사일을 2발 발사하였다.
  - 우크라이나와 러시아간의 대립으로 러시아 증시가 12% 폭락하였고, 세계 경제가 요동을 쳤다.
  - 조선민주주의인민공화국이 억류하고 있던 오스트레일리아 선교사 존 쇼트를 추방할 것이라고 발표하다.
- 3월 6일
  - 니콜라스 마두로 베네수엘라 대통령이 반정부 시위의 여파로 파나마와 외교 관계를 단절하겠다고 밝히다.
  - 프란치스코 교황이 동성애 커뮤니티에 대한 천주교의 재평가가 필요하다고 말하다.
- 3월 8일 - 말레이시아 항공 370편 보잉 777-200ER 여객기가 베이징으로 가던 도중 추락하였다.
- 3월 9일
  - 경상남도 진주시 인근에 축구공 크기의 운석이 떨어졌다.
  - 미국 샌프란시스코에서 북서쪽으로 400 km 떨어져 있는 지점에 규모 6.9의 지진이 발생했으나 쓰나미는 없었다.
  - 애리조나주와 하와이주를 제외한 미국 전 지역에서 오는 11월 2일까지 서머타임을 시행하다.
  - 조선민주주의인민공화국에서 제13기 최고인민회의 대의원 선거가 행해지다.
- 3월 10일 - 대한민국 정부의 의료 영리화 정책에 반대하여 전국 50여개의 대학병원의 의사와 전공의가 집단 휴진에 들어갔다.
- 3월 11일
  - 크림반도의 크림 자치 공화국과 세바스토폴시가 우크라이나로부터 독립하여 크림 공화국으로 통일한다고 선언하다.
  - 대한민국과 캐나다 간의 자유무역협정 협상이 타결되었다.
- 3월 12일 - 미국 뉴욕 맨해튼에 빌딩이 붕괴되어서 2명이 사망하고 16명 이상이 다치거나 실종되었다.
- 3월 13일 - 미국 텍사스 오스틴에서 열리고 있는 사우스바이사우스웨스트 행사 현장에서 광란의 음주차량이 행인을 덮쳐서 2명이 사망하고 20여명이 부상당하였다.
- 3월 14일
  - 일본 남서쪽 히로시마현 서부 이요나다에서 규모 6.1의 강진이 발생하였다. 이 진동은 부산과 울산에서도 진동이 감지되었다.
  - 인도 뭄바이에서 아파트 건물이 붕괴되어 9명의 사상자가 발생하였다.
- 3월 16일
  - 새정치연합 안철수 의원과 민주당 김한길 의원이 새정치민주연합이라는 통합 신당을 창당시켰다.
  - 크림 공화국에서 러시아와의 합병을 위한 주민 투표가 실시되었다.
- 3월 18일
  - 일본 가나가와현 미우라시 앞바다에서 대한민국과 파나마선적이 충돌하였다. 이 사고로 파나마선 중국인 선원 12명이 구조되고 8명이 실종되었다.
  - 러시아 블라디미르 푸틴 대통령이 러시아 연방과 크림 공화국간의 합병 조약에 체결하였다.
- 3월 19일 - 서울특별시 송파구 송파구청 사거리에서 올림픽공원으로 달리는 3318번 버스와 경기상운소속 30-1번 버스가 추돌하였다. 이 사고로 2명이 사망하고 17명이 부상당하였다.
- 3월 21일 - 블라디미르 푸틴 대통령이 러시아 하원과 상원의 심의를 통과한 러시아-크림 공화국 합병 조약에 최종 서명하였다.
- 3월 22일 - 미국 서부 워싱턴주의 한 산골마을에서 산사태가 발생해 14명이 사망하고 108명이 실종되었다.
- 3월 24일
  - 제주특별자치도 제주시 차귀도 남서쪽 180 km 해상에서 추자선적 유자망 어선이 침몰해 6명이 사망하고 1명이 실종당하였다.
  - 네덜란드 헤이그에서 제 3차 핵안보정상회의가 개막하였다.
- 3월 26일 - 김한길과 안철수가 야권을 통합시켜 새정치민주연합을 출범시켰다.
- 3월 28일
  - 경상북도 상주시에서 규모 2.6의 지진이 발생하였으나 별다른 피해는 없었다.
  - 미국 로스앤젤레스에서 규모 5.1의 지진이 발생하였다. 하지만 진동은 느껴지지 않았다.
  - 스위스 제네바 유럽 유엔본부에 열린 회의에서 북한 인권결의안을 채택하였다.
  - 대한민국의 18대 대통령 박근혜가 독일 드레스덴 공과대학교에서 드레스덴 선언을 천명하였다.
- 3월 31일
  - 조선민주주의인민공화국이 서해 북방한계선에서 해상 사격훈련을 실시하였다. 500여발 중 100여발이 백령도 해역 인근으로 떨어져서 대한민국 군이 대응사격에 들어갔다.
  - 국제사법재판소는 일본의 남극해에서 행하는 고래잡이를 중단하라고 판결하였다.

### 4월
- 4월 1일
  - 대한민국 충청남도 태안군 서격렬비도 100 km 해상에서 규모 5.1의 지진이 발생하였다. 이는 수도권에서도 진동이 감지되었다.
  - 칠레 북부 타라파카 주 이키케 방향에서 86 km 떨어진 해역에서 규모 8.2의 강진이 발생하였다. 이 일대 지역에 쓰나미 경보가 발령되었다.
  - 일본 정부가 1997년 이후 17년만에 소비세의 세율을 5%에서 8%로 인상하는 증세를 실시했다.
- 4월 2일
  - 서울지하철 4호선 회송열차가 삼각지역에서 탈선했다.
  - 미국 버지니아 주지사가 동해 병기 법안에 최종 서명하였다. 이 법안은 7월 1일부터 발효된다.
- 4월 4일 - 대한민국 전라남도 여수시 삼산면 거문도 남동쪽 34 마일 해상에서 16명의 북한 선원들이 탄 4천 톤급 몽골국적 화물선이 침몰하였다.
- 4월 5일
  - 인도네시아 자와섬 서부와 수마트라섬 북부에서 산사태와 열차 탈선사고로 16명이 사망하였다.
  - 아프가니스탄 대통령 선거
- 4월 7일 - 연천 군부대에서 후임병이 구타당하여 숨지는 사건이 일어났다.
- 4월 9일
  - 조선민주주의인민공화국이 최고인민회의 제 13차 1차 회의에서 김정은 국방위원회 제1위원장을 재추대하였다.
  - 인도네시아 총선에서 투쟁민주당이 19% 득표율로 원내 제 1당이 되었다.
- 4월 10일 - 대한민국 대법원은 15년을 끌어온 담배 피해 소송에서 KT&G에 소송을 제기한 흡연자에게 패소가 확정되었다.
- 4월 11일 - 중앙아메리카 니카라과 남서부에서 규모 6.6의 강진이 발생하였다. 이 사건으로 약 200며명이 부상당하고 건물이 파손되었다.
- 4월 12일 - 대한민국 제주특별자치도 제주시 동쪽 34 km 규모에서 2.4의 지진이 발생하였으나 별다른 피해가 없었다.
- 4월 13일
  - 솔로몬 제도 수도 호니아라에서 동남쪽으로 328 km 떨어진 곳에 7.6의 지진이 발생하였으나 별다른 피해가 없었다.
  - 우크라이나에서 보안군과 무장 친러 독립세력간의 충돌이 발생하였다. 이 사태로 2명이 사망하고 수십명의 부상자가 발생하였다.
- 4월 14일 - 나이지리아 보르노주 치복에서 여중생 276여명이 납치되다.
- 4월 15일 - 대한민국 경기도 안산시 단원구 반월공단 3층 화학물질 제조공장에서 폭발사고가 발생해 3명의 사상자가 발생하였다.
- 4월 16일 - 대한민국 전라남도 진도군에서 청해진해운 소속 수학여행 배 세월호가 침몰되어 탑승객 299명이 사망하고, 5명이 실종되었다.
- 4월 18일
  - 일본 도쿄시 등 동부지역에서 규모 4.7의 지진이 발생하였으나 쓰나미 위협은 없었다.
  - 멕시코 태평양 휴양지 아카풀코 북서쪽 130 km 지역에서 규모 7.5의 지진이 발생하였다.
- 4월 19일 - 파푸아뉴기니 부건빌섬에서 남서쪽 62 km 떨어진 지역에 규모 6.9의 지진이 발생하였다.
- 4월 20일 - 울산광역시 현대중공업 울산조선소에서 화재가 발생해 4명의 사상자가 발생하였다.
- 4월 24일 - 헌법재판소는 청소년들을 대상으로 온라인 게임을 강제 중지하는 법인 셧다운제에 대해 7대 2로 합헌 판결을 내렸다.
- 4월 26일 - 에스파냐 여객선 볼칸 데타부리엔테호가 항해 도중 화재가 발생하였으나 334명이 전원 구조되었다.
- 4월 29일 - 미국에서 토네이도가 남동부 6개 주를 강타해 29명이 사망하였다.
- 4월 30일 - 콜롬비아 서남부 카우카지방에서 금괴가 붕괴해 3명이 사망하고 30여명이 매몰되었다.

### 5월
- 5월 2일
  - 서울 지하철 2호선 상왕십리역에서 정차해있던 열차를 뒤따르던 열차가 추돌하여 뒤따르던 열차 2량이 탈선하고, 승객 240여명이 부상을 입었다.
  - 아프가니스탄 동북부 바디크샨 주에 대규모 산사태가 발생해서 최대 2500명의 사망자가 발생하였다.
  - 미국 뉴욕에서 맨해튼으로 가는 뉴욕지하철 F노선 전동차가 탈선을 해서 20명이 부상을 입었다.
- 5월 4일 - 인도 뭄바이에서 남쪽으로 110 km 떨어진 로하역 부근에서 열차가 탈선해 10명이 사망하고 57명이 부상당하였다.
- 5월 5일 - 일본 도쿄 부근서 규모 6.2의 강진이 발생하였으나 쓰나미 피해는 없었다.
- 5월 7일 - 태국 헌법재판소에서 잉락 총리를 해임하기로 판결하였다. 이로서 잉락 총리는 직위를 상실하였다.
- 5월 9일 - 유엔 안전보장이사회는 나이지리아 이슬람 무장단체인 보코하람의 여학생 집단 납치를 강하게 비판하고 조건 없는 즉각적인 석방을 촉구하였다.
- 5월 10일
  - 서울특별시 강남구 신사동 가로수길에서 철거중인 건물이 붕괴되었다. 인명 피해는 없었지만 가스 누출에 주민들이 대피하였다.
  - 서울지하철 6호선 합정역 승강장에서 연기가 나서 승객들이 대피하였고, 전동차는 10분간 무정차 운행하였다.
- 5월 13일
  - 튀르키예 서부 마니사 주 소마의 탄광에서 폭발음이 일어나 301명이 사망하고 122명이 부상당하였다.
  - 조선민주주의인민공화국 평양특별시 평천구역 안산 1동에서 23층짜리 아파트가 붕괴되어서 수백명의 사망자가 발생하였다.
- 5월 14일 - 베트남에서 반중 시위가 확산되어서 중국계 업체 뿐만 아니라 한국계 업체도 피해가 늘었다.
- 5월 16일
  - 일본 정부가 집단자위권을 공식 선언하였다.
  - 대우건설이 카타르서 9.2억 달러 초대형 고속도로 공사를 수주하였다.
- 5월 17일 - 라오스 동북부 시엥쿠앙 주에서 공군기가 추락 두앙차이 피칫 라오스 부총리를 포함 14명이 사망하였다.
- 5월 19일
  - 박근혜 대통령은 세월호 침몰 사고에 대한 대국민 사과를 하였다. 이어서 해양경찰청도 해체하기로 결정되었다.
  - 수도권 전철 4호선 금정역에서 전동차 절연장치 폭발사고가 나 11명이 부상당하였다.
  - 대구광역시 중구에 있는 경북대학교 사범대학 부설고등학교에서 화재가 나 500여명이 대피하였다.
  - 서울특별시 마포구에 있는 당인리발전소에서 화재가 발생하였다.
- 5월 20일 - 태국에서 새벽 3시를 기해 군부가 계엄령을 선포하였다.
- 5월 22일 - 박근혜 대통령이 국무총리 후보자로 안대희 전 대법관을 지명했다.
- 5월 24일
  - 그리스의 에게해에서 규모 6.9의 강진이 발생해 270명이 부상당하였다.
  - 조선민주주의인민공화국 강원도 마식령에서 김정일의 모교인 평양제1중학교 3학년 학생 50여 명이 탄 관광버스가 추락하여 탑승자가 모두 숨졌다.
- 5월 25일
  - 제8대 유럽의회선거에서 최대 정파인 중도우파 유럽국민당그룹이 승리를 거두었다.
  - 일본 이와테 현 타키자와 시에 위치한 산업문화진흥센터 아피오에서 열린 AKB48의 악수회 현장에서 한 남성이 톱으로 멤버 두 명(카와에이 리나, 이리야마 안나)과 남성 스태프 한 명을 공격해 부상을 입혔다.
- 5월 26일
  - 경기도 고양시 일산동구 백석동 고양종합터미널에서 화재가 발생해 8명이 사망하고 58명이 부상을 입었다.
  - 인도 북부 우타르프라데시주 센트카비르나카르의 추라이브 기차역 부근에서 고속 여객열차와 화물열차가 충돌해 40명이 사망하였다.
- 5월 27일 - 경기도 시흥시 소재 시화공단 내 폐기물 처리장에서 큰 불이 발생해 공장 근로자와 인근 주민들이 대피하였고 광역 1호가 발령되었다.
- 5월 28일
  - 국무총리 후보자로 지명되었던 안대희가 전관예우 논란 등으로 인해 사퇴했다.
  - 전라남도 장성군 삼계면 효사랑 요양병원에서 화재가 발생해 21명이 사망하였다.
  - 서울지하철 3호선 도곡역에서 열차 화재가 발생했으나 서울메트로 직원들의 신속 대처로 승객 전원이 대피하여 인명피해는 없었다.
- 5월 29일 - 일본 정부는 일본인 납치 문제 재조사 제의한 조선민주주의인민공화국의 입장을 받아들였다. 그리고 대북제제 일부도 해제하기로 약속하였다.

### 6월
- 6월 2일
  - 스페인 후안 카를로스 국왕이 아들인 펠리페 왕세자에게 왕위를 넘겨주고 39년만에 전격 퇴위하였다.
  - 이란 수도 테헤란에서 모래폭풍이 불어 4명이 사망하고 20여명이 부상당하였다.
  - 시에라리온에서 에볼라 바이러스에 15명이 감염되어서 최소 5명이 사망하였다.
- 6월 3일 - 이집트에서 압델 파타 엘시시 전 국방장관이 96%의 득표율로 당선되었다.
- 6월 4일
  - 대한민국 제6회 지방 선거가 실시되었다.
  - 벨기에 브뤼셀에서 G7 정상회담이 열렸다. 이 회의는 17년만에 러시아가 빠진 회담이었다.
- 6월 7일
  - 콩고 민주공화국 동부 사우스 키부 주에서 무장 괴한들이 교회를 습격해 부녀자와 어린아이 등 30여명을 학살하였다.
  - 아프가니스탄 북동부 바글란드 주도 풀리 쿰리에서 140 km 떨어진 구지르가 이누르지역에서 홍수가 발생해 54명이 사망하고 수천명에 이재민이 발생하였다.
- 6월 8일
  - 압둘팟타흐 시시가 이집트 제13대 대통령으로 취임하였다.
  - 파키스탄 카라치 진나 국제공항에서 탈레반으로 추정된 괴한에 의해 폭탄 테러가 발생해 28명이 사망하였다.
- 6월 10일 - 경기도 고양시 일산서구에 한 마을에 토네이도가 발생해 21동의 비닐하우스가 피해를 입었다.
- 6월 12일
  - 새정치민주연합의 배기운 의원이 공직선거법 위반으로, 통합진보당의 김선동 의원이 총포법 위반으로 당선무효되었다.
  - 이라크와 레반트 이슬람 정부군이 이라크로 진격해 모술과 티크리트를 점령하였다.
- 6월 13일 - 홍콩에서 마카오로 가던 고속페리선이 방파제와 충돌해 한국인 승객을 포함한 50여명이 부상되었다.
- 6월 15일 - 케냐 라무섬 인근 해안 소도시 음페케토니에서 테러가 발생해 48명이 사망하였다.
- 6월 16일 - 중화인민공화국 지방법원은 작년 10월에 발생안 베이징 천안문 차량테러 사건 주범 3명에게 사형이 선고되었다.
- 6월 17일 - 나이지리아 중부 플래튜 주에서 무장괴한이 마을 습격을 피해 무슬림 주민들이 탄 배가 전복을 해서 100명이 사망하였다.
- 6월 20일 - 대한민국 정부는 이날 한국농어촌공사 대 강당에서 쌀 시장 개방을 공식 선언하였다.
- 6월 21일 - 저녁 8시 15분 경(KST) 강원도 고성군 소재 동부전선 22사단 GOP에서 총기 사고가 발생해 5명이 사망하고 7명이 부상을 입었다.
- 6월 26일 - 조선민주주의인민공화국이 강원도 원산시 북쪽 동해상에서 단거리 미사일 3발을 발사하였다.
- 6월 27일 - 벨기에 브뤼셀에서 열린 EU 정상회의에서 장클로드 융커 전 룩셈부르크 총리를 유럽연합 집행위원장으로 지명하였다.

### 7월
- 7월 1일 - 일본 정부가 내각 회의 결정을 통해 헌법 해석을 변경하는 방식으로 집단적 자위권 행사를 공식 표명하였다.
- 7월 3일 - 브라질 벨루오리존치에서 고가도로가 붕괴, 20여명이 죽거나 부상당하였다.
- 7월 4일
  - 유럽 중앙은행이 기준금리를 0.15%로 동결하였다.
  - 미국 캘리포니아주 나파 카운티에서 산불이 발생해 주민 수백명이 대피하였다.
  - 대구 아동 황산테러 사건의 피해자 어머니가 대구지방검찰청에 용의자를 상대로 고소장을 제출해서 공소시효가 정지되었다.
- 7월 7일
  - 조선민주주의인민공화국이 인천 아시안게임에 응원단을 파견하겠다고 발표하였고, 대한민국 정부는 이를 수용하였다.
  - 브라질 캄피나스 시에 있는 삼성전자 공장에 20여 명의 무장 괴한이 침입해 상당량의 제품을 훔쳐 달아났다.
  - 과테말라 접경 지역인 멕시코 남부 치아파스주 태평양 연안에서 규모 6.9의 지진이 발생하였다.
- 7월 8일 - 태풍 너구리가 일본 오키나와를 강타해서 2명이 사망하고 50만 명이 긴급대피하였다.
- 7월 10일 - 홍명보 축구대표팀 감독이 브라질 월드컵 조별리그 탈락에 대해 책임지고 사퇴하였다.
- 7월 12일 - 일본 혼슈 이와키시에서 동쪽으로 131 km 떨어진 곳에 6.8의 강진이 발생하였다.
- 7월 14일
  - 조선민주주의인민공화국이 강원도 고성군 비무장지대 북쪽 8 km 해상에서 방사포를 100여 발 발사하였다.
  - 리비아 수도 트리폴리 국제공항이 이슬람 민병대가 발사한 로켓포에 피격당했다.
- 7월 15일
  - 대한민국 정부는 박근혜 대통령 직속으로 통일준비위원회를 출범시켰다.
  - 러시아 모스크바 지하철 아르바트스코 파크롭스카야 노선에서 전동차 탈선 사고가 일어나 5명이 사망하고 120여 명이 부상당하였다.
- 7월 16일 - 제9호 태풍 람마순이 필리핀 북부 루손섬에 상륙해 13명이 사망하였고 2만 7천명의 이재민이 발생하였다.
- 7월 17일
  - 광주광역시 광산구 수완지구 아파트 단지 앞에서 강원본부 소속 119 소방 헬기가 추락해 5명이 사망하였다.
  - 러시아 서쪽 우크라이나 동부 상공에서 말레이시아 항공 17편 여객기가 추락하였다. 이 사고로 승무원 포함 298명 전원이 사망하였다.
- 7월 22일
  - 2014년 6월 초에 전라남도 순천시 서면 학구리에서 발견된 변사체가 유병언 전 세모그룹 회장인 것으로 밝혀졌다.
  - 오후 5시 50분쯤에 강릉에서 청량리로 가는 무궁화호 열차와 관광열차가 충돌하였다. 이 사고로 1명이 사망하고 90여 명이 중경상을 입었다.
- 7월 23일
  - 튀니지에서 유럽으로 향하는 난민선에서 집단 학살이 이어져 110여 명이 사망하였다.
  - 중화민국 펑후 제도 부근에서 트랜스아시아 항공 222편 항공기가 착륙을 시도하다가 사고를 내 58명의 사상자가 발생하였다.
  - 인도네시아 대통령 선거에서 친서민 개혁정책을 표방하는 조코 위도도 투쟁민주당 후보가 당선되었다.
- 7월 24일
  - 부르키나파소 와가두구를 출발 알제리의 수도 알제로 가던 알제리 항공 5017편이 말리 상공을 비행하는 도중 실종되었다. 비행기 잔해는 말리에서 발견되었다. 이사고로 전원이 사망하였다.
  - 대한민국의 가수 겸 영화배우 방송인 유채영이 위암 말기 판정을 받고, 항암치료 중 42세로 사망하였다.
- 7월 29일
  - 멕시코 동부 베라크루스주의 후안 로드리게스 클라라 북부 지역에서 규모 6.3의 지진이 발생하였다.
  - 서아프리카 라이베리아에서 에볼라 바이러스 유행으로 인해 1,200여명이 감염되었고 660명이 사망하였다. 또 홍콩에서도 의심환자가 발생하였다.
- 7월 30일 - 2014년 상반기 재보궐선거가 시작되었다.
- 7월 31일
  - 인도 서부 마하라슈트라주에서 현지시간 30일 오전 10시 45분 쯤에 폭우로 인해 산사태가 일어났고 25명이 사망하고 150명이 매몰되었다.
  - 전라남도 여수시의 한 조선 해양소에서 암모니아 가스 누출 사고가 일어났다. 이사고로 1명이 사망하고 30명이 부상 당했다.
  - 아르헨티나 정부가 13년 만에 채무 불이행을 선언하였다.

### 8월
- 8월 1일 - 중화민국 가오슝시 첸전구에서 가스 누출 연쇄 폭발 사고가 나 15명이 사망하고 200여명이 부상당하였다.
- 8월 2일 - 중화인민공화국 장쑤성 쿤산 시의 한 금속공장에서 폭발이 발생해 65명이 사망하고 73명이 부상당하였다.
- 8월 3일 - 중화인민공화국 윈난성 자오퉁 시 루뎬 현에서 규모 6.5의 지진이 발생해 360여명이 사망하였다.
- 8월 4일 - 방글라데시 수도 다카 남부 문시간지 지역 파드마강에서 카우라칸디 터미널을 출발해 마와로 가던 피낙 6호가 침몰하였다.
- 8월 5일 - 서울특별시 송파구 석촌동 부근 지하차도에서 싱크홀이 발생했다.
- 8월 7일
  - 캄보디아 킬링 필드의 핵심 전범인 누온 체아와 키우 삼판이 종신형을 선고받았다. 이는 크메르 루주 정권이 붕괴된 지 35년 만이었다.
  - 미국 하와이 카우와이섬 와이메이 지역에서 규모 4.5의 지진이 발생하였다.
  - 법령에 근거가 없는 주민등록번호 제공이 금지되다.
- 8월 8일
  - 스위스 제네바에서 세계보건기구가 서아프리카 지역에서 확산 중인 에볼라 바이러스를 막기위해 세계적 공중보건 비상사태를 선포하였다.
  - 스콧 코슨이 공포 게임인 프레디의 피자가게를 제작하였다.

대한민국의 가수 박성신이 향년 46세의 나이에 세상을 떠났다.
- 8월 10일 - 이란 테헤란 메흐라바드 국제공항 인근에서 세파한 항공 5915편 여객기가 추락해 39명이 사망하였다.
- 8월 11일 - 내란음모 혐의 등으로 기소되었던 통합진보당의 이석기 의원 등에 대한 항소심에서 내란음모 혐의에 대해 무죄, 내란선동과 국가보안법 위반 등에 대해 유죄가 인정돼 징역 9년형이 선고되었다.
- 8월 12일 - 경상남도 거제시 남부면 갈곶도 남쪽 해상에서 꽃게 통발 어선이 전복해 6명이 사망하고 5명이 부상당하였다.
- 8월 14일 - 조선민주주의인민공화국이 강원도 원산시에서 단거리 발사체 5발을 발사했다.
- 8월 15일 - 충청남도 공주시 정안면 갈릴리 수양관에서 승용차가 돌진해 1명이 사망하고 50여명이 부상당하였다.
- 8월 16일
  - 교황 프란치스코가 서울 특별시 광화문 광장에서 윤지충 바오로와 동료 순교자 123위 시복 미사를 집전하였다.
  - 카자흐스탄 알마티에서 규모 5.2의 지진이 발생하였다.
  - 타이완 북부 신베이시에서 가스폭발로 1명이 숨지고 14명이 다쳤다.
- 8월 17일 - 네팔 북부 산간 신두팔촉에서 홍수와 산사태가 발생해 84명이 사망하고 156명이 실종당하였다.
- 8월 18일
  - 교황 프란치스코가 명동성당에서 평화와 화해를 위한 미사를 봉헌한 다음 대한민국을 떠났다.
  - 석촌지하차도에서 추가적으로 5개의 싱크홀이 더 발견되었다.
- 8월 20일 - 일본 히로시마시 아사미나미구와 아사기타 구에서 산사태가 발생해 40여명이 사망하거나 실종당하였다. 여기에 한국인 1명도 사망하였다.
- 8월 22일 - 이집트 시나이반도에서 버스 2대가 충돌 33명 사망 40명 부상 하였다.
- 8월 24일
  - 미국 캘리포니아주 나파 시에서 6.0 강진이 발생해 120명이 부상당하였다.
  - 미국 펜실베이니아주 라마데 스타디움에서 열린 리틀야구 월드시리즈 결승전에서 대한민국이 29년만에 월드시리즈 정상에 올랐다.
- 8월 25일 - 부산광역시, 경상남도 창원시에 100mm가 넘는 기습적인 폭우가 발생해 9명이 사망하였다.
- 8월 27일
  - 다음과 카카오톡이 각각 임시 주주총회를 열고 합병 계약 체결을 승인하였다. 합병을 한다면 10조원대에 모바일 기업이 탄생한다.
  - 이스라엘과 팔레스타인이 가자지구 사태에 장기 휴전에 합의하였다.
- 8월 30일
  - 조선민주주의인민공화국 평양에서 국제프로레슬링대회가 개막되었다.
  - 시리아 남서부 골란고원에서 필리핀 유엔 평화 유지군이 시리아 반군과 충돌을 하였으나 부상자는 없었다.
- 8월 31일 - 프랑스 파리 교외 로니수브와의 아파트가 붕괴되어서 최소 16명이 사망하거나 부상당하였다.

### 9월
- 9월 1일 - 경기도에서 초,중,고 9시 등교를 시행하였다.
- 9월 2일 - 리비아에서 전투기가 충돌해 3명이 사망하고 9명이 부상당하였다.
- 9월 3일 - 레이디스코드가 영동고속도로 신갈분기점 부근에서 빗길사고로 인하여 7명 탑승중에 은비와, 리세가 사망하고, 소정은 중태까지 갔으며 주니와 애슐리, 다른 매니저들은 부상이 없었다.
- 9월 5일 - 우크라이나 정부와 친 러시아 반군이 휴전 협정에 서명하였다.
- 9월 6일 - 조선민주주의인민공화국이 신형 전술 미사일로 추정되는 단거리 미사일 3발을 원산 일대 동북쪽 방향 동해로 발사하였다.
- 9월 7일
  - 경상북도 경주시 북군저수지 수문에서 많은 물이 새어나와 인근 주민들이 대피하였다.
  - 독도 남동쪽 1.5 km 근해에서 독도 방향으로 이동하던 조선민주주의인민공화국 선적 소형 선박이 표류하였다. 그리고 8일 조선민주주의인민공화국으로 다시 돌아갔다.
- 9월 8일
  - 우크라이나 동남부 도시 마리우폴에서 정부군과 반군이 교전을 재개하였다. 이 과정에서 1명이 사망하고 3명이 부상당하였다.
  - 필리핀 남부 마긴다나오주에 연일 폭우가 발생해 이재민이 15만명이 집계되었다.
- 9월 9일 - 인도와 파키스탄에서 1주일째 폭우로 인하여 400여명 사망 40만명이 고립 되었다.
- 9월 10일 - 미국 애플이 샌프란시스코에서 아이폰 6와 아이폰 6 플러스를 선보였다.
- 9월 11일 - 남해안과 동해안에서 적조 피해가 발생해 208만 마리의 양식어류가 폐사하였다.
- 9월 13일
  - 광주광역시 서구 쌍촌동의 아파트 12층에서 불이나 10명이 중경상을 입었다.
  - 필리핀 레이테섬 해역에서 여객선이 침몰해 6명이 사상자가 발생하였고 110여명이 구조되었다.
- 9월 15일 - 허리케인 오딜이 멕시코 볼레오 광산을 강타해 한국광물자원공사소속 현지인 1명이 사망하고 한국인 1명이 실종되었다.
- 9월 16일
  - 경상북도 포항시 해병대 교육훈련단에서 수류탄이 폭발해 1명이 사망하고 2명이 부상을 입었다.
  - 일본 이바라키현에서 규모 5.2의 지진이 일어났다. 이 지진은 도쿄의 건물에도 흔들렸다.
- 9월 17일 - 서태평양 괌에서 규모 7.1의 지진이 발생하였으나 인명과 쓰나미 피해는 없었다.
- 9월 18일 - 서울특별시 강남구 삼성동에 있는 한국전력공사 부지를 입찰 결과 현대자동차 그룹이 최종 낙찰되었다.
- 9월 19일
  - 스코틀랜드의 독립 투표가 부결되면서 독립이 좌절되었다.
  - 태풍 풍웡이 필리핀 루손 해협을 강타하면서 7명이 사망하였다.
- 9월 22일
  - 중화인민공화국 후난성 푸저우에서 폭죽공장이 폭발해 6명이 사망하고 38명이 부상당하였다.
  - 홍콩에서 우산 시위가 발생해서 여러 명의 부상자가 발생하였다.
- 9월 23일 - 경상북도 김천시의 한 공장에서 폭발사고가 발생해 10명이 부상당하였다.
- 9월 25일 - 영화 변호인의 소재가 되었던 부림사건에 연루된 피고인 5명이 재심서 무죄가 확정되었다.
- 9월 27일 - 일본 나가노현 온타케 산에서 15명이 부상당하였다. 이 중 7명은 의식 불명인 상태이다.
- 9월 30일 - 전라남도 신안군 홍도 앞바다에서 유람선이 좌초되는 사고가 일어났다. 하지만, 승객과 승무원 109명이 전원 구조되었다.

### 10월
- 10월 4일 - 인도 남서부 고아주에서 5층 건물이 무너져 내렸다. 이 사고로 적어도 14명이 사망했다.
- 10월 5일 - 인도네시아에서 시나붕 화산이 분출되었다. 화산재 산 정상에서 최고 3천 미터 상공까지 치솟았다.
- 10월 7일
  - 제주특별자치도 제주시 고산 서남서쪽 20 km 해역에서 규모 3.0의 지진이 발생하였다.
  - 중화인민공화국 윈난성 남서부에서 6.0의 지진이 발생하였다. 1명이 사망하고 38명이 부상당하였다.
- 10월 9일 - 서울특별시 중구 충무로 호텔 신축공사장에서 화재가 발생하였다. 이 과정에서 인부 43명이 옥상으로 대피했으며 13명은 연기를 흡입해 병원에 이송되었다.
- 10월 10일
  - 조선민주주의인민공화국이 경기도 연천군 합수리 일대에서 시민단체가 날린 삐라를 향해 포격을 가해 이 중 수발이 대한민국 측으로 떨어졌다.
  - 전라북도 부안군 왕등도 서쪽 144 km 해역에서, 해경의 단속에 저항하던 중국어선 선장 쑹 호우 므어씨가 총에 맞아 사망하였다.
- 10월 11일
  - 태풍 봉퐁이 일본 오키나와로 상륙을 해서 24명이 부상당하였다.
  - 필리핀 올롱가포에서 제니퍼 라우드 살해 사건이 일어났다.
- 10월 14일
  - 조선민주주의인민공화국 김정은 국방위원장이 40여일 만에 공개 석상에 등장하였다.
  - 서울특별시 송파구 석촌동에서 한국 러버 덕 전시가 1달 일정으로 시작되었다.
  - 이탈리아 밀라노에서 제 10차 아셈정상회의가 개막하였다.
  - 울산 계모 사건 피고인 박모씨가 항소심에서 징역 18년형을 선고받았다.
- 10월 17일 - 경기도 성남시에서 판교테크노밸리 야외공연장 환풍구 붕괴 사고가 일어났다. 이 사고로 16명이 사망하고 11명이 부상당하였다.
- 10월 19일 - 경기도 파주시 군사분계선 인근에서 대한민국과 조선민주주의인민공화국 간의 군사적 충돌이 발생하였다.
- 10월 20일 - 대한민국 부산광역시에서 ITU 전권회의가 개막되었다.
- 10월 22일 - 캐나다 수도 오타와에서 무장 괴한이 국회의사당에 난입해 총격전이 벌어졌다. 다행히도 스티븐 하퍼총리는 무사하였고, 경비원 1명이 죽고 2명이 부상당하였다.
- 10월 25일 - 대한민국 울산광역시에서 입양아 학대 사망사건이 발생하여 25개월된 입양아가 사망하였고, 양부모가 체포되었다.
- 10월 26일 - 독일 쾰른 시내에서 이슬람 과격 세력에 반대하는 극우 훌리건들이 경찰과 충돌하였다. 이 결과 경찰 44명이 다치고 17명의 집회 참가자가 체포되었다.
- 10월 27일 - 대한민국의 가수 신해철이 급성 심근경색으로 끝내 사망하였다.
- 10월 28일 - 미국 버지니아주 월롭스섬의 기지에서 무인 우주선이 발사 직후 6초 만에 폭발하였다.
- 10월 30일
  - 미국 캔자스주 남부 위치타에 소형 항공기가 미드 컨티넨트 공항에 건물 지붕 위로 추락, 4명이 사망하고 5명이 부상, 4명이 실종당하였다.
  - 윤일병 사망 사건에 대한 1심 재판에서 가해 병사들의 폭행치사 혐의가 인정되어 징역 45년 등이 선고되었다.
  - 헌법재판소가 선거구간 인구 편차가 2대1이 넘는 것에 대해 헌법불합치 결정을 내렸다.
- 10월 31일
  - 서울특별시교육청이 자율형 사립 고등학교 6곳의 자사고 지정을 취소했다.
  - 미국 캘리포니아주 모하비 항공우주기지에서 영국의 상업우주여행사 버진 갤럭틱이 개발한 우주 여행선이 시험 비행을 하던 중 기체 결함으로 추락하였다. 이 사고로 2명의 사상자가 발생하였다.

### 11월
- 11월 2일 - 파키스탄 동부 라호르 인근 국경검문소에서 자살폭탄테러가 발생해 55명이 사망하고 120명이 부상당하였다.
- 11월 5일 - 미국 중간선거에서 공화당이 상원과 하원을 석권해서 사실상 승리를 확정지었다. 이로서 8년만에 여소야대 정국이 형성되었다.
- 11월 7일 - 충청남도 태안군 고남면 영목항 앞 해상에서 승객 40명이 탄 유람선이 표류하다 해경에 구조되었다.
- 11월 9일
  - 서울특별시 강남구 개포동 구룡마을에서 불이 나 1명이 사망하였다.
  - 스페인 카탈루냐 분리독립 투표에서 80%의 찬성쪽의 득표를 보였다.
- 11월 10일
  - 대한민국의 박근혜 대통령과 중국의 시진핑 주석이 정상회담에서 한중 자유 무역 협정을 체결했다.
  - 중화인민공화국 베이징에서 제26회 APEC 정상회의가 개최되었다.
- 11월 11일 - 포르투갈에서 레지오넬라증의 유행으로 278명이 감염되고 5명이 사망했다.
- 11월 12일 - 유럽우주국이 로제타호를 67P 혜성에 사상 최초로 착륙시켰다.
- 11월 14일
  - 아시아나항공이 아시아나항공 214편 착륙 사고로 인해 국토교통부로부터 45일 운항정지 처분을 내렸다.
  - 서울지하철 2호선 구의역에서 전동차가 고장이 나서 30분 동안 운행이 중지되었다.
- 11월 15일
  - 필리핀항공 소속 A321여객기가 PAL438편으로 일본 주부 국제공항로 향하던 중 엔진에서 화염이 발생해 니노이 아키노 국제공항으로 회항하였다. 승객과 승무원 146명은 전원 무사하였다.
  - 인도네시아 동부 몰루카 제도 해저에서 규모 7.3의 강진이 발생하였으나 부상자 등 인명 피해는 없었다.
  - 전라남도 담양군 한 펜션에 바비큐장에서 불이 나 4명이 사망하고 6명이 부상당하였다.
- 11월 16일
  - 나폴레옹 보나파르트 상징과 같은 이각 모자가 퐁텐플로에 오세나 경매소에서 188만 4천 유로에 한국인 수집가에게 낙찰되었다.
  - 대한민국의 배우 김자옥이 대장암과 폐암에 의해 사망하였다.
- 11월 18일
  - 미국 뉴욕주와 버펄로지역에서 기록적인 폭설이 내려서 4명이 사망하였다.
  - 북한 인권 상황을 국제형사재판소에 넘기도록 권고하는 유엔 총회 결의안이 압도적인 찬성으로 통과하였다.
- 11월 21일
  - 대한민국 정부와 울진군이 신한울 원자력발전소 건설 협상을 15년만에 타결하였다.
  - 대한민국은 책 할인율을 최대 15%로 제한한 도서정가제를 시행 하였다.
- 11월 22일
  - 대전광역시 대덕구 산업단지 내 한 공장 작업실에서 불이 나서 1명이 사망하고 7명이 부상당하였다.
  - 말레이시아 북서부 보르네오섬 사라와크주 석탄 광산이 폭발해 북한인 1명 등 3명이 사망하였다.
  - 중국 쓰촨성 캉딩 현에서 규모 6.3의 강진이 발생하였다.
- 11월 23일 - 일본 나가노현에서 규모 6.8의 강진이 발생해서 39명이 부상당하였다.
- 11월 24일 - 미국 미주리주 퍼거슨에서 흑인 봉기 사태가 발생했다.
- 11월 27일
  - 경상남도 하동군 화개장터에서 화재가 발생해서 1억 9천여만원 재산 피해가 났다.
  - 대한민국의 전통 농악이 유네스코 무형문화유산에 등재되었다.
- 11월 29일 - 중화민국 지방선거에서 중국 국민당이 민주진보당에 밀렸다.

### 12월
- 12월 1일 - 사조산업 소속 명태잡이 트롤선인 501 오룡호가 러시아 베링해에서 침몰하였다.
- 12월 3일 - 남극 장보고과학기지에서 300 km가량 떨어진 엘리펀트 모레인 청빙지역에서 운석을 발견하였다.
- 12월 5일 - 대한항공 086편 회항 사건 발생.
- 12월 6일 - 태풍 하구핏이 필리핀을 강타해서 65만여명이 긴급 대피하였다.
- 12월 10일
  - 일간베스트 저장소 이용 전력이 있는 고등학생이 전라북도 익산시 신동성당에서 열린 신은미 토크 콘서트 도중 인화물질이 담긴 사제폭탄을 투척하는 테러 행위를 벌였다.
  - 대구광역시 달서구 갈산동의 한 도금공장에서 화학물질이 누출되어서 49명이 부상을 입었다.
  - 대한민국과 베트남이 자유무역협정을 타결하였다.
- 12월 11일 - 말레이시아 동부 풀라우 카파스 부근을 해역을 지나던 한국 선박이 폭발사고를 일으켜 2명이 사망하고 2명이 부상당하였다.
- 12월 13일 - 인도네시아 자와섬에서 산사태가 발생해 56명이 사망하고 52여명이 실종당하였다.
- 12월 14일 - 일본 제47회 일본 중의원 의원 총선거에서 자민당이 압도적인 승리를 거두었다.
- 12월 15일
  - 호주 시드니에서 이슬람 무장단체 소속 무장괴한의 인질극이 벌어졌다.
  - 콩고 탕가니카 호수에서 선박이 전복돼 130여명이 사망하였다.
  - 대한민국의 박근혜 대통령과 뉴질랜드의 존 키 총리가 정상회담에서 한국-뉴질랜드 자유 무역 협정을 체결했다.
  - 오스트레일리아 브리즈번에서 G20 정상회담이 개막하였다.
- 12월 16일 - 파키스탄 페샤와르 소재의 아미 퍼블릭 스쿨에 탈레반의 무차별 총격으로 250명의 사상자가 발생하였다.
- 12월 18일
  - 인도 안드라프라데시주 스리하리코타 우주센터에서 지구 정지궤도위성발사체 GSLV 마크 3 발사에 성공하였다.
  - 미국과 쿠바가 53년만에 국교 정상화에 합의하였다.
- 12월 19일 - 헌법재판소가 법무부의 청구를 받아들여 통합진보당의 정당 해산을 선고했고, 통합진보당 소속 지역구 국회의원 3명과 비례대표 국회의원 2명의 의원직이 상실되었다.
- 12월 20일 - 일본 후쿠시마현 앞바다에서 규모 5.8의 지진이 발생하였으나 쓰나미 위험은 없었다.
- 12월 22일 - 북한의 인터넷망이 완전 마비되었다.
- 12월 26일 - 울산광역시 울주군 서생면 신고리원전 3호기 건설 현장서 가스 누출이 발생해 3명이 사망하였다.
- 12월 28일
  - 인도네시아 에어아시아 소속의 비행기 인도네시아 에어아시아 8501편 실종 사건이 발생했다.
  - 필리핀에 태풍 장미가 상륙하여 50여명이 사망했다.
- 12월 30일 - 경상북도 울릉군 독도 북동쪽 9.3 km에서 8명이 탄 어선에 화재가 발생해 2명이 사망하고 6명이 실종되었으며 4명이 구조되고 2명이 추가로 사망해 사망자는 땅굴에 뭍힘.
- 12월 31일 - 중국 상하이시의 신년맞이 행사장에서 압사 사고가 발생해 30여명이 사망했다.

## 문화
- 1월 1일
  - 대한민국에서 백열전구 생산 및 수입이 금지되었다.
  - 대한민국에서 전 지역 모두 도로명 주소를 전면 사용하였다.
- 1월 7일 - 미국 라스베이거스에서 세계 전자제품 박람회가 개막되었다.
- 1월 10일 - 코레일은 경쟁 자회사인 수서고속철도를 출범하였다.
- 1월 11일 - 서대전역에서 광주송정역까지 가는 남도해양열차(S-train) 개통식이 서대전역 구내에서 열렸다.
- 1월 12일 - 교황청은 새 추기경에 염수정 천주교 서울대교구 교구장을 선임하였다. 이로서 김수환, 정진석에 이어 대한민국에서 세 번째 추기경이 탄생하였다.
- 1월 14일 - 공익광고협의회는 20년간 마지막 회사명표시에서 한국방송광고진흥공사가 빠지고 공익광고협의회만 로고 사용.
- 1월 20일 - 레인보우의 두번째 유닛그룹 레인보우 블랙이 데뷔하였다.
- 2월 7일 - 2014년 동계 올림픽이 러시아 소치에서 개최되었다.
- 2월 8일 - 서울특별시 마포구 아현동에 있는 아현고가도로에서 걷기행사가 개최된 후 철거작업이 시작되었다.
- 2월 11일
  - 대한민국의 스피드스케이팅 이상화 선수가 소치 동계올림픽에서 2연패를 달성되었다.
  - SBC 2TV가 개국하였으며, 기존 SBC TV의 채널명을 SBC 1TV로 변경되었다.
- 2월 12일 - 대한민국에서 두번째 남극기지인 장보고 과학기지가 문을 열었다.
- 2월 15일 - 러시아 소치 동계올림픽에서 귀화한 안현수가 8년만에 쇼트트랙에서 금메달을 차지하였고 이후 대한빙상연맹에서는 네티즌들의 비난으로 몸살을 앓았다.
- 2월 20일
  - 2014년 동계 올림픽 피겨스케이팅 여자 싱글에서 대한민국의 선수 김연아가 은메달을 획득했고, 러시아의 선수 아델리나 소트니코바가 금메달을 획득하였다.
  - 대한민국과 조선민주주의인민공화국은 금강산에서 3년 4개월만에 이산가족 상봉행사를 하였다.
- 2월 21일 - 러시아 소치 동계 올림픽에서 귀화한 안현수가 쇼트트랙에서 3관왕을 차지하였다.
- 2월 22일 - 교황청이 새 추기경 19명의 서임식을 성 베드로 대성당에서 거행하다.
- 2월 23일 - 러시아 소치 동계 올림픽이 폐막식을 끝으로 막을 내렸다. 이 올림픽으로 역대 올림픽 사상 최고액을 기록하였다.
- 2월 28일 - 브라질 주요 도시에서 카니발 축제가 개막하였다.
- 3월 2일
  - 미국 캘리포니아주 로스앤젤레스 돌비 극장에서 제86회 아카데미상 수상식이 열리다.
  - 미국 로스앤젤레스 할리우드 돌비 극장에서 거행된 제86회 아카데미 시상식에서 영화 노예 12년이 3관왕을 달성하였다.
- 3월 3일 - 중화인민공화국에서 최대 정치행사인 중국인민정치협상회의와 전국인민대표대회가 개막하였다.
- 3월 5일 - 중화인민공화국 베이징에서 전국인민대표대회가 개막되었다.
- 3월 7일 - 러시아 소치에서 2014년 동계 패럴림픽이 개막하였다.
- 3월 8일 - 광주기아챔피언스필드 개장.
- 3월 10일 - 대구외곽순환고속도로가 착공되었다.
- 3월 16일 - 러시아 소치 동계 패럴림픽이 폐막식을 끝으로 막을 내렸다.
- 3월 22일
  - 울산문수야구장 개장.
  - 동대문디자인플라자 개장.
- 3월 23일 - 오스트레일리아 시드니 크리캣 그라운드에서 LA 다저스의 류현진선수가 메이저 리그 개막 경기에서 애리조나를 무실점으로 첫 승을 거두었다.
- 3월 24일 - 현대자동차에서 LF쏘나타를 출시되었다.
- 3월 27일 - 삼성전자가 스마트폰인 삼성 갤럭시 S5를 출시하였다.
- 3월 29일 - KBO 리그가 6개월간의 대장정을 시작으로 개막하였다.
- 3월 31일 - 전일본공수가 보잉 747-400을 퇴역시켰다.
- 4월 5일 - 포르투갈 리스본 시니어 국제 체조 연맹 월드컵 개인 종합에서 손연재 선수가 한국인 최초로 금메달을 획득하였다.
- 4월 8일 - 마이크로소프트에서 윈도우 XP와 인터넷 익스플로러 7, 8의 모든 지원을 종료하였고, 마이크로소프트 오피스 2003도 판매와 지원을 종료하였으며, 이와 동시에 윈도우 8.1 업데이트 1이 발표되다.
- 4월 18일 - 킹스 아일랜드의 인버티드 코스터 〈밴시〉가 개장했다.
- 4월 20일 - 부활절.
- 4월 27일 - 교황 프란치스코가 교황 요한 23세와 교황 요한 바오로 2세를 시성하였다.
- 4월 30일 - 카타르 하마드 국제공항 개항.
- 5월 1일 - 부산광역시에서 부산시민공원이 개원하였다.
- 5월 12일 - 새마을호를 대체할 EMU 전동차인 ITX-새마을이 경부선, 호남선, 전라선을 시작으로 운행되었다.
- 5월 14일 - 퀸즈 파크 레인저스 FC의 박지성 선수가 경기도 수원시 박지성 축구센터에서 공식적으로 은퇴를 선언하였다.
- 5월 17일 - MBC TV 예능프로그램 무한도전에서 실시한 선거에서 비롯된 사전투표제가 전국적으로 시작되었다. 이 투표는 5월 17일 ~ 5월 18일까지 이틀간 이루어졌다.
- 5월 22일
  - 부산광역시에서 부산항대교가 개통되었다.
  - 한국 가톨릭교회, 한국 정교회, 한국기독교교회협의회 회원 개신교 교단들이 한국 그리스도교 신앙과 직제협의회(한국신앙직제) 창립 총회를 열었다.
  - MBC TV 예능프로그램 무한도전의 선거 프로젝트인 무한도전 선택2014 전국투표를 통해 유재석 후보가 당선되었다.
- 5월 24일
  - 레알 마드리드 스페인 축구팀이 세계최초 유럽챔피언스리그 10회 우승에 달성하다.
  - 서울 지하철 9호선 마곡나루역이 개통되었다. 하지만 당시 이 역은 급행정차역이 아닌 일반역이었으며, 2018년 12월 1일부터 급행열차도 정차하게 된다.
- 5월 26일 - 다음과 카카오톡이 합병되었다.
- 5월 27일 - 카타르 도하의 신 공항인 뉴도하 국제공항이 개항하였다.
- 5월 30일
  - 대한민국 제6회 지방 선거 사전투표제가 전국적으로 시작되었다. (이 투표는 5월 30일 ~ 5월 31일까지 이틀간 이루어졌으며, 대한민국 헌정 사상 66년만에 이루어진 사전투표였다.)
  - 아시아나항공의 A380 1호기가 인천국제공항에 도착하였다.
- 5월 31일 - 로또 6/45가 600회를 맞이했다.
- 6월 7일 - 이탈리아 베네치아 비엔날레 건축전에서 대한민국이 황금사자상을 수상하였다.
- 6월 9일 - 싸이의 행 오버가 음반 출시 이래 유투브건수 100만 조회 수를 기록하였다.
- 6월 10일 - 마이크로소프트에서 업데이트가 설치되지 않은 윈도우 8.1에 대한 지원을 종료했다.
- 6월 12일 - 2014년 FIFA 월드컵이 브라질에서 개최되었다.
- 6월 19일 - 걸그룹 마마무가 Mr.애매모호로 데뷔하였다.
- 6월 21일 - 인천국제공항철도 청라국제도시역 개통.
- 6월 22일 - 카타르 도하에서 열린 제38차 유네스코 세계유산위원회에서 대한민국에 11번째로 남한산성이 등재되었다.
- 6월 24일 - NC 다이노스의 투수 찰리 쉬렉이 KBO 리그 14년만에 노히트 노런을 달성하였다.
- 6월 30일 - 인천국제공항역까지 운행하는 KTX 개통되었다. 이렇게 되어 환승하지 않고 바로 갈수 있게 되었다.
- 7월 1일 -
  - 교동대교 개통.
  - 충청북도 청주시, 청원군이 청주시로 통합되었다.
- 7월 4일 - 대한민국 펜싱 대표팀이 수원에서 열린 아시아 펜싱 선수권 대회에서 세계 최초 개인전 전 종목 금메달을 차지하였다.
- 7월 9일 - 대한민국 경상북도 포항시에서 TBN경북교통방송 개국이다.
- 7월 10일 - 인천광역시 송도국제도시에 동북아트레이드타워가 준공되었다. 68층에 305m로, 국내 최고층 빌딩이다.
- 7월 13일
  - 크로아티아 코프리브니차에서 주니어 핸드볼 세계 선수권 대회에서 대한민국이 러시아를 34대 27로 물리치고 우승하였다.
  - 브라질 월드컵 결승전에서 독일이 아르헨티나를 1대 0으로 이겨 24년만에 우승하였다.
  - 브라질 월드컵이 폐막하였다. (UTC-03)
- 7월 14일
  - 은유출판이 설립되었다.
  - 은유출판의 대표이사 회장으로 은유출판의 설립자인 김찬유가 자진취임하였다.
- 7월 20일
  - 서울특별시 중구 신당동에 있는 약수고가도로가 철거됨에 따라 걷기행사를 하고 철거된다.
  - 미국 오하이오주 실베이니아에서 뉴질랜드 교포 리디아 고가 LPGA 투어 마라톤 클래식에서 우승하였다.
- 7월 27일 - 미국 메릴랜드주 볼티모어에서 대한민국이 LPGA 투어 국가대항전 인터내셔녈 3위에 올랐다. 우승은 스페인이 초대 챔피언에 등극하였다.
- 7월 28일 - 제1차 세계 대전 발발 100주년.
- 8월 1일 - 경기도 고양시 인구 100만 돌파.
  - SM 엔터테인먼트 소속 걸그룹 레드벨벳 (음악 그룹)이 《KBS 뮤직뱅크 》를 통해 데뷔하였다.
- 8월 4일 - 문화방송(MBC)이 32년의 여의도시대를 마감하고 서울특별시 마포구 상암동에 위치한 신사옥으로 이전하였다.
- 8월 5일 - 경기도 고양시 일산동구에서 한국교육방송공사(EBS) 신사옥 기공.
- 8월 10일
  - 한국 영화 명량이 개봉 12일만에 관객 1천만의 시대를 열었다.
  - 서울특별시 동작구 노량진 수산시장 냉동창고가 43년만에 철거되었다.
- 8월 13일 - 세계 수학자 대회가 대한민국 서울에서 개최되었다.
- 8월 14일 - 교황 프란치스코가 오전 10시 16분(한국 표준시) 대한민국 서울공항에 도착하여 4박 5일간의 한국 사목방문 일정을 시작함.
- 8월 15일 - 중화인민공화국 티베트 자치구 라싸와 르카쩌를 연결하는 칭짱철도 연장 구간이 개통되었다.
- 8월 16일
  - 교황 프란치스코가 대한민국의 서울 광화문광장에서 윤지충 바오로와 동료 순교자 123위 시복을 선언하였다.
  - 중국 난징시에서 제 2회 하계유스올림픽이 개최되었다.
- 8월 18일
  - 교황 프란치스코가 대한민국에서 출국했다.
  - 걸그룹 카라에서 새 멤버로 허영지를 영입하고 6번째 미니앨범 'Day & Night'를 발매하였다.
- 9월 3일 - IFA에서 삼성전자 갤럭시 엣지,노트4등 신제품을 대거 공개했다.
- 9월 4일 - 약수고가도로가 완전히 철거되었다.
- 9월 11일 - 대한민국 최초 독립 야구단인 고양 원더스가 해체되었다.
- 9월 18일 - 대한민국의 인디 록 밴드 혁오 데뷔.
- 9월 19일 - 제17회 아시안 게임이 대한민국 인천광역시 인천아시아드주경기장에서 개막하였다.
- 9월 29일 - 서울 지하철 5호선 연장 구간(상일동역 ~ 하남시 창우동)이 착공되었다.
- 9월 30일 - 걸그룹 소녀시대의 제시카가 전격 탈퇴선언을 하며 8인조로 재편했다.
- 10월 1일 - 독일 레버쿠젠의 손흥민이 유럽축구연맹 챔피언스리그 본선에서 본선 첫 골을 기록하였다.
- 10월 4일 - 제17회 아시안 게임이 대한민국 인천광역시 인천아시아드주경기장에서 폐막하였다.
- 10월 9일 - 대한민국 국립한글박물관 개관.
- 10월 18일 - 2014년 장애인 아시안 게임이 대한민국 인천광역시 인천문학경기장에서 개막했다.
- 10월 24일
  - 2014년 장애인 아시안 게임이 대한민국 인천광역시 인천문학경기장에서 폐막했다.
  - 앨런 유스터스 구글 부사장이 지상 41 km 초음속 스카이다이빙에 성공하여 세계 최고기록을 경신했다.
- 10월 25일 - 수도권 전철 경의선 강매역이 복선 전철역으로 재개통되었다.
- 10월 29일 - 샌프란시스코 자이언츠가 메이저 리그 8번째 월드시리즈 정상에 달성하였다.
- 10월 30일 - 일본 후쿠오카 야후오크돔에서 소프트뱅크 호크스가 한신 타이거즈를 꺾고 일본 시리즈를 우승하였다.
- 10월 31일 - 평택제천고속도로의 충주 분기점 - 동충주 나들목 구간이 개통되었다.
- 11월 1일 - 중앙선에 ITX-새마을이 청량리~영주 노선에서 기존에 청량리~안동구간을 운행하던 새마을호를 대체하였고 영주~안동구간은 2019년에 들어간다.
- 11월 3일 - 미국 뉴욕시 맨해튼에서 원 월드 트레이드 센터가 첫 입주를 시작함으로써, 개장되었다.
- 11월 8일 - 전북 현대가 제주 유나이티드를 3대 0으로 대파하고 현대 오일뱅크 K리그 클래식 우승을 하였다.
- 11월 11일 - KBO 리그 한국시리즈 6차전에서 삼성 라이온즈가 넥센 히어로즈를 11대 1로 꺾고 시리즈 전적 4승 2패로 통산 8번째 우승을 달성하였다. 2011년 한국시리즈 2012년 한국시리즈 2013년 한국시리즈에 이은 4연패이다.
- 11월 12일 - 울림 엔터테인먼트 소속 걸그룹 러블리즈가 데뷔하였다.
- 11월 13일 - 2015학년도 대학수학능력시험이 시행되었다.
- 11월 15일 - 중국이 산시성 타이위안 위성발사센터에서 원격탐지위성 23호를 발사 우주공간에 진입에 성공하였다.
- 12월 3일
  - 일본 가고시마현 다네가시마 우주센터에서 발사한 소행성 탐사기 하야부사 2가 우주궤도에 진입에 성공하였다.
  - 영국 런던 한국전 참전기념비를 준공하였다.
- 12월 14일 - KBS 2TV의 동요 프로그램 누가누가 잘하나가 방송 60주년을 맞이하였다.
- 12월 27일
  - 수도권 전철 경의선 공덕역 - 용산역 구간이 개통되어서, 경의선과 중앙선이 상호 직결 운행하게 되었다.
  - 수도권 전철 3호선 원흥역이 개통되었다.
  - 수도권 전철 수인선 달월역이 개통되었다.

7월 1일 청원군이 폐지되었고, 통합된  청주시가 출범하였다.

## 탄생
- 1월 12일 - 대한민국의 유튜버 윤승아. (모야모야패밀리)
- 2월 2일 - 대한민국의 아역 배우 정서연.
- 2월 20일 - 스웨덴 베르나도트 왕가의 공주 고틀란드 여공작 레오노르 공주.
- 2월 24일 - 대한민국의 아역 배우 이천무.
- 3월 13일 - 대한민국의유튜버 퍼니짤.
- 3월 15일 - 대한민국의배우 신수아.
- 4월 14일 - 대한민국의 배우 김시우.
- 5월 12일 - 대한민국의 배우 김준.
- 5월 16일 - 대한민국의 가수 이수연.
- 5월 29일 - 대한민국의 배우 김시우.
- 5월 7일 - 대한민국의 유튜버 어수아, 어수지. (뚜아뚜지TV)
- 5월 12일 - 대한민국의 아역 배우 김준.
- 5월 26일 - 대한민국의 아역 배우 안서연.
- 7월 21일 -대한민국의 아역 배우, 모델 오지율.
- 7월 28일 - 대한민국의 유튜버 신서은. (서은이야기)
- 8월 28일 - 대한민국의 아역 배우 임하비.
- 9월 3일 - 대한민국의 아역 배우 한예하.
- 9월 23일 - 대한민국의 아역 배우 김태은.
- 10월 2일 - 대한민국의 아역 배우 황예원.
- 11월 14일 - 이동국의 막내인 이시안.
- 12월 3일 - 대한민국의 아역 배우 박재준.
- 12월 10일 - 모나코 공국의 공세자 모나코 공세자 자크.

## 사망

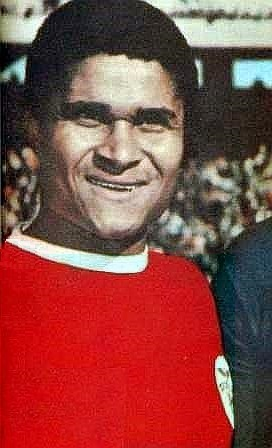
에우제비우

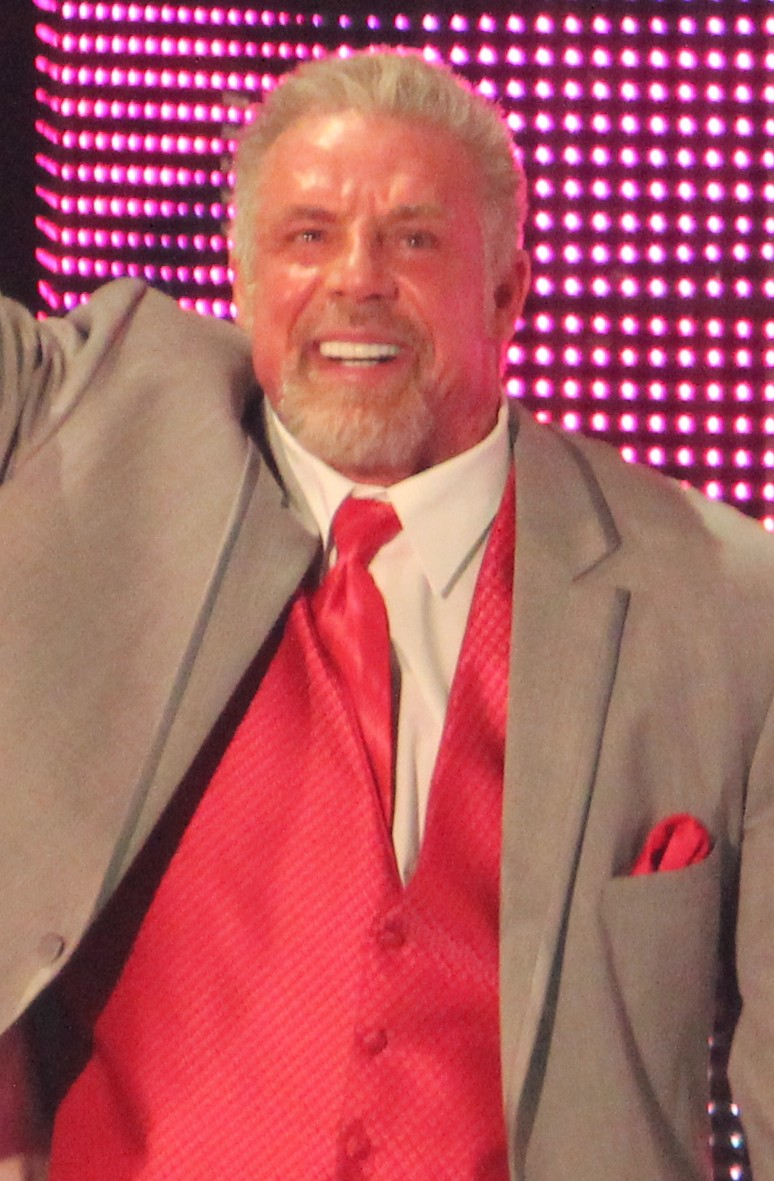
얼티미트 워리어

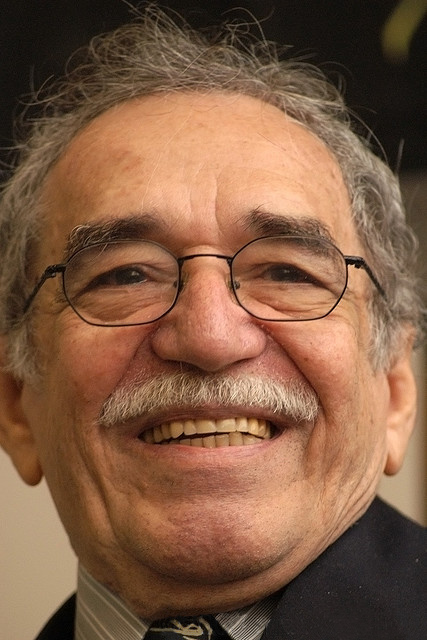
가브리엘 가르시아 마르케스

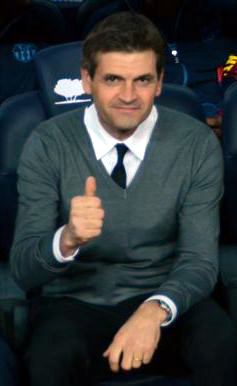
티토 빌라노바

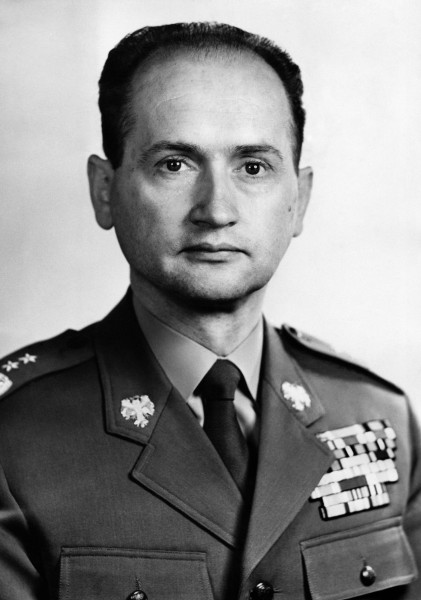
보이치에흐 야루젤스키

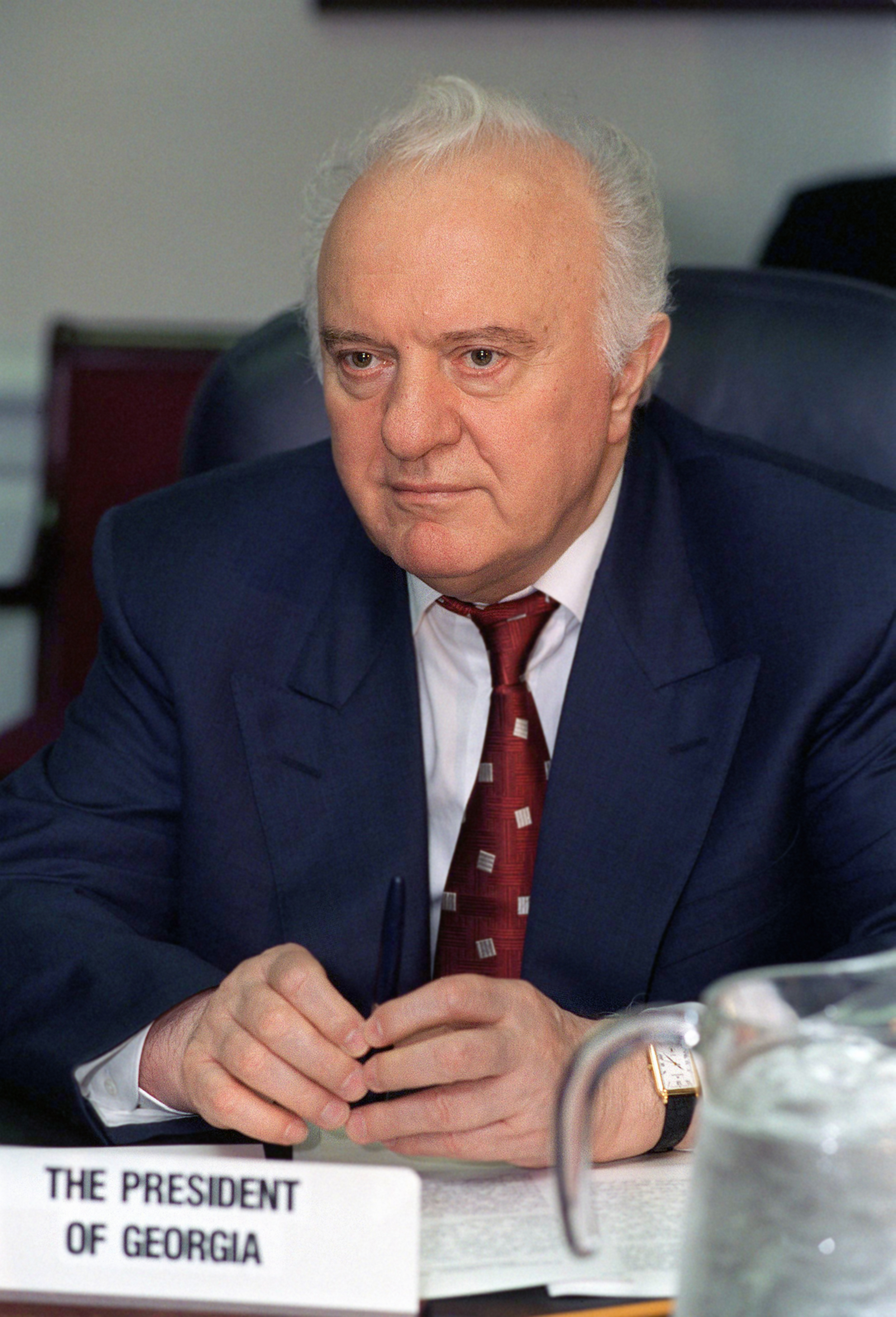
예두아르트 셰바르드나제

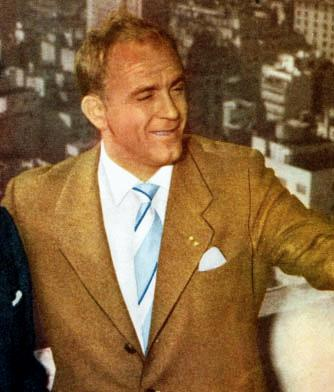
알프레도 디 스테파노

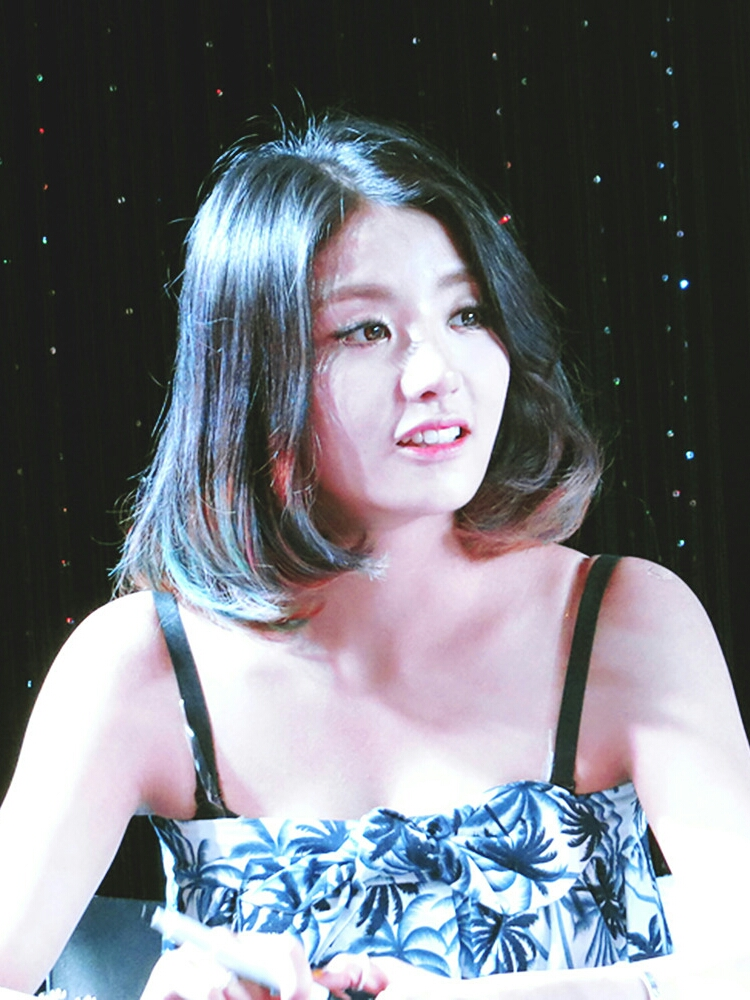
은비

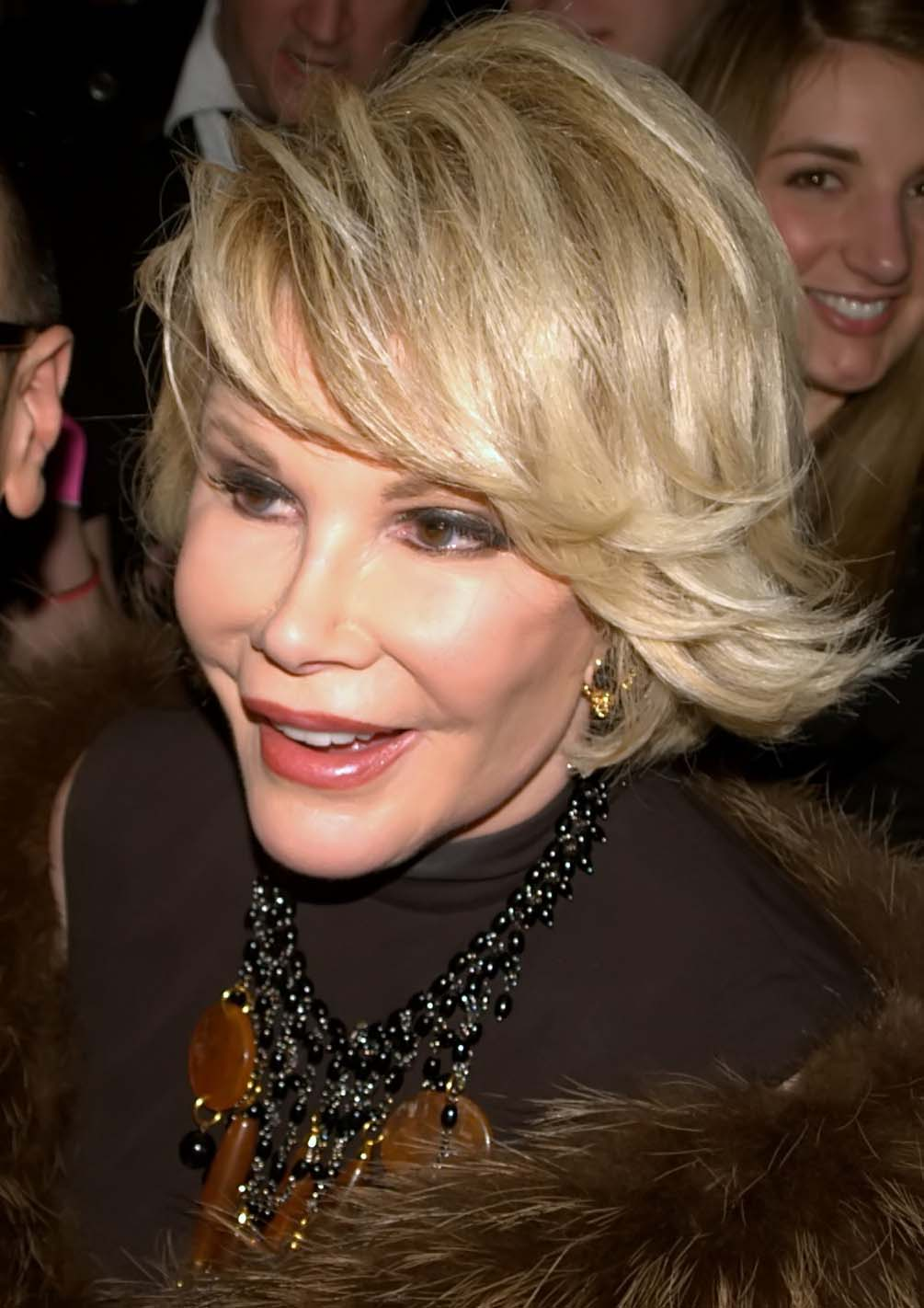
조안 리버스

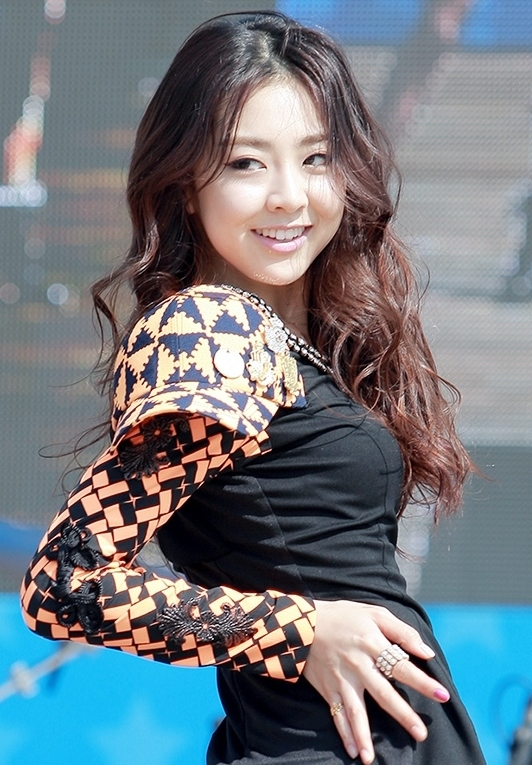
리세

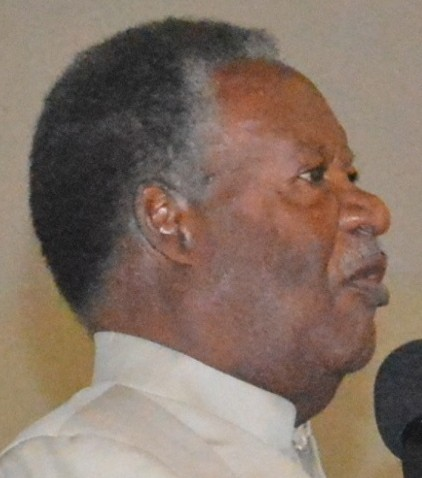
마이클 사타

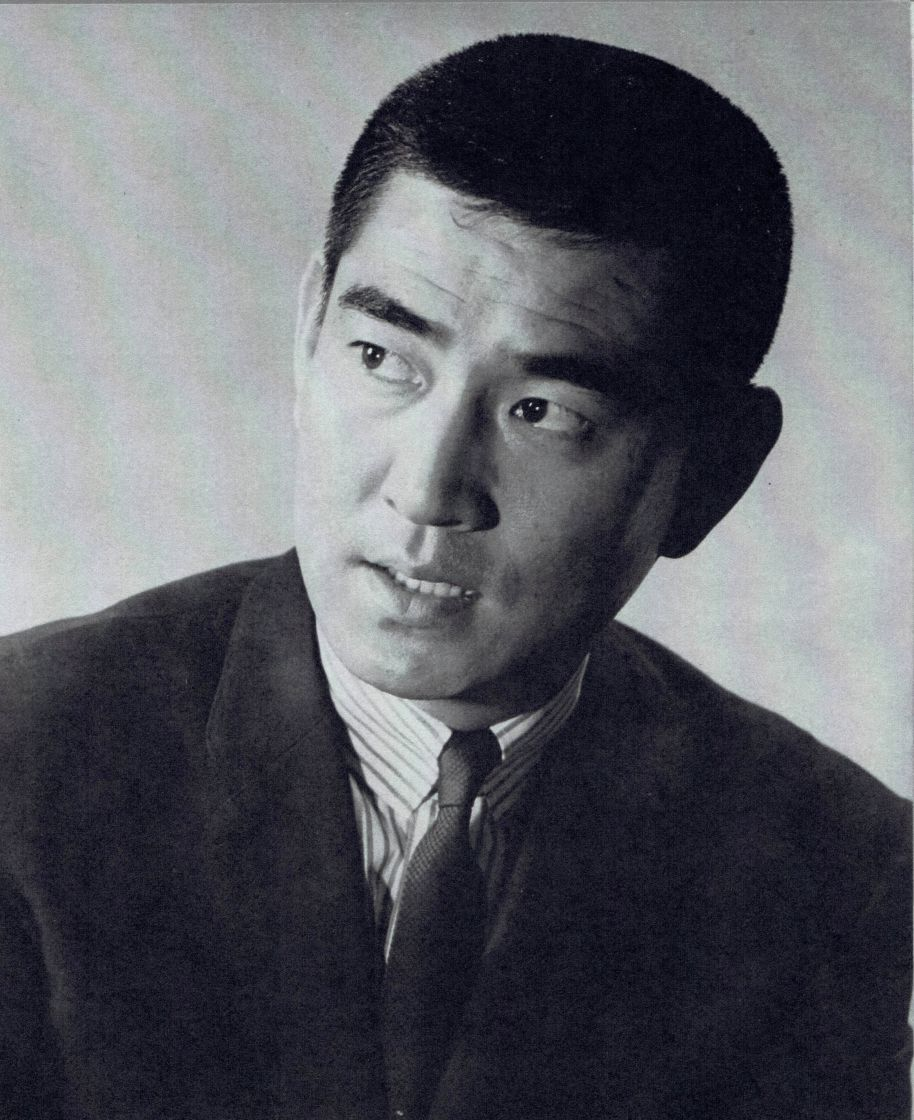
다카쿠라 켄

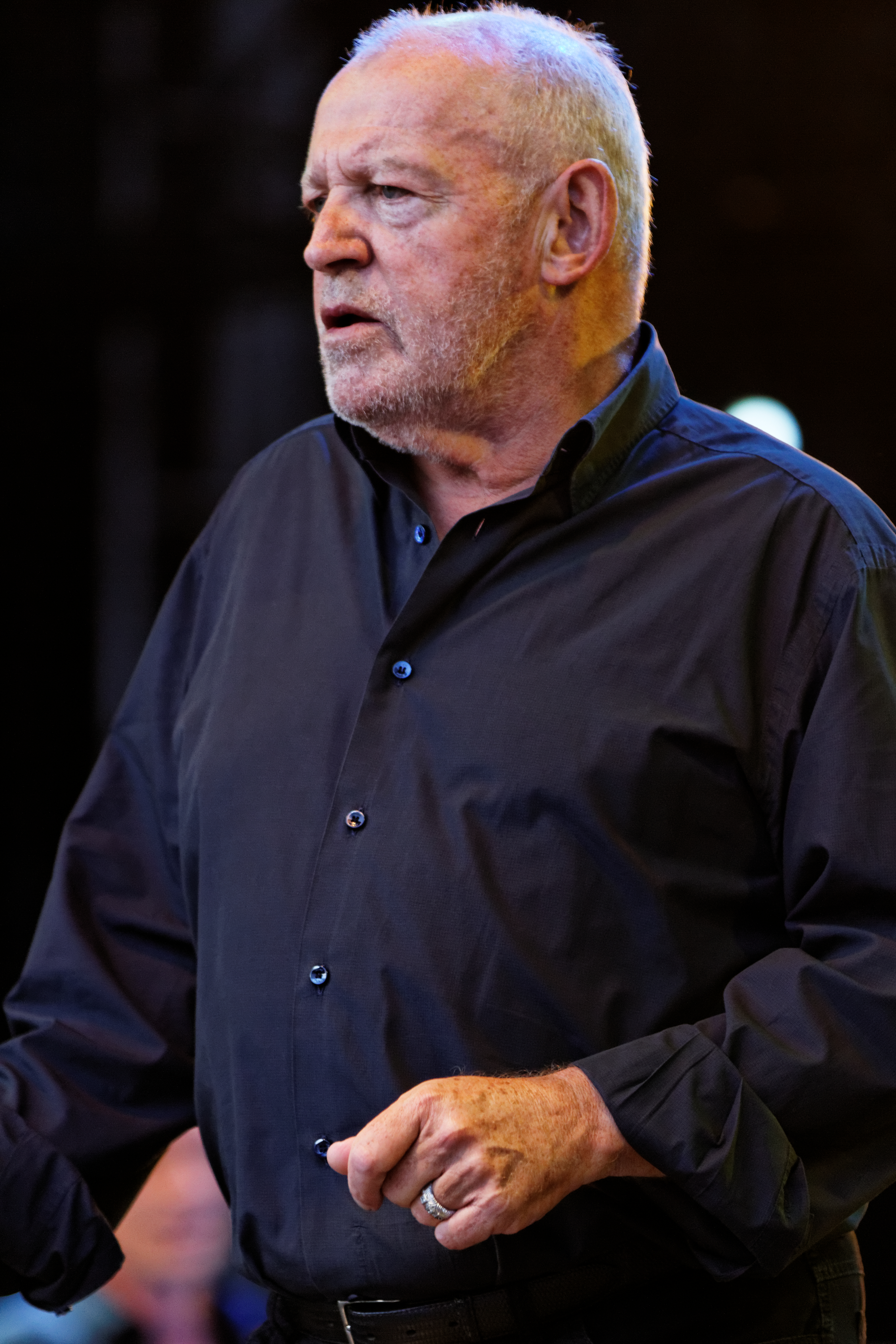
조 코커

### 1월
- 1월 2일 - 대한민국의 군인 김재춘. (1927년~)
- 1월 5일 - 포르투갈의 축구 선수 에우제비우. (1942년~)
- 1월 7일 - 홍콩의 방송인, 영화제작자 런런 쇼. (1907년~)
- 1월 9일 - 미국의 극작가 아미리 바라카. (1934년~)
- 1월 10일 - 대한민국의 국회의원 이원형. (1933년~)
- 1월 10일 - 미국의 교육학자 엘리엇 아이스너. (1923년~)
- 1월 11일 - 이스라엘 정치인, 총리 아리엘 샤론. (1928년~)
- 1월 12일
  - 대한민국의 정치인 강상욱. (1929년~)
  - 튀르키예의 고고학자, 펜싱 선수 할레트 참벨. (1916년~)
- 1월 13일 - 대한민국의 야구 선수, 야구 감독 김정수. (1953년~)
- 1월 15일 - 영국의 영화 배우 로저 로이드팩. (1944년~)
- 1월 16일 - 대한민국의 교수 이문영. (1927년~)
- 1월 19일 - 대한민국의 수의사 박상표. (1969년~)
- 1월 20일 - 이탈리아의 지휘자 클라우디오 아바도. (1933년~)

### 2월
- 2월 1일 - 스위스의 배우 막시밀리안 셸. (1930년~)
- 2월 2일 - 미국의 영화배우 필립 시모어 호프먼. (1967년~)
- 2월 4일 - 대한민국의 언론인 박권상. (1929년~)
- 2월 10일 - 미국의 영화배우 셜리 템플. (1928년~)
- 2월 17일 - 대한민국의 영화배우 황정순. (1925년~)
- 2월 18일 - 미국의 프로레슬링 선수 넬슨 프레지어 주니어. (1971년~)
- 2월 20일 - 우크라이나의 위키인 이호르 코스텐코. (1991년~)
- 2월 24일 - 미국의 영화 배우, 영화 감독, 영화 각본가, 희극인 해럴드 래미스. (1944년~)

### 3월
- 3월 1일 - 프랑스의 영화 감독 알랭 레네. (1922년~)
- 3월 8일
  - 대한민국의 정당인 박은지. (1979년~)
  - 대한민국의 정치인 선우종원. (1918년~)
- 3월 9일 - 대한민국의 영화배우 우봉식. (1971년~)
- 3월 12일 - 대한민국의 국악인, 인간문화재 이은관. (1917년~)

### 4월
- 4월 6일 - 미국의 할리우드의 배우 미키 루니. (1920년~)
- 4월 8일 - 미국의 프로레슬링 선수 얼티밋 워리어. (1959년~)
- 4월 11일 - 대한민국의 예능 프로그램 1박 2일의 전 마스코트이자 개 상근이. (2004년~)
- 4월 17일 - 콜롬비아의 소설가 가브리엘 가르시아 마르케스. (1927년~)
- 4월 25일 - 스페인의 축구 선수, 축구 감독 티토 빌라노바. (1968년~)
- 4월 29일 - 영국의 배우 밥 호스킨스. (1942년~)
- 4월 30일 - 대한민국의 외교관 홍순영. (1937년~)

### 5월
- 5월 3일 - 대한민국의 정치인 박준규. (1925년~)
- 5월 12일 - 스위스의 디자이너 H. R. 기거. (1940년~)
- 5월 24일 - 대한민국의 군인 및 정치인 이학봉. (1938년~)
- 5월 25일
  - 대한민국의 소설가, 시인 곽의진. (1947년~)
  - 폴란드의 대통령 보이치에흐 야루젤스키. (1923년~)
- 5월 28일 - 미국의 기업인 맬컴 글레이저. (1928년~)

### 6월
- 6월 9일 - 대한민국의 서양화가 김흥수. (1919년~)
- 6월 16일 - 미국의 야구 선수, 스포츠해설가 토니 그윈. (1960년~)
- 6월 19일 - 코트디부아르의 축구 선수 이브라힘 투레. (1985년~)

### 7월
- 7월 3일 - 대한민국의 만화가 김영하. (1947년~)
- 7월 6일 - 영국의 영화배우 데이브 르게노. (1963년~)
- 7월 7일
  - 조지아의 제2대 대통령, 정치인 에두아르드 셰바르드나제. (1928년~)
  - 아르헨티나의 축구 선수 알프레도 디 스테파노. (1926년~)
- 7월 13일 - 남아프리카공화국의 소설가 네이딘 고디머. (1923년~)
- 7월 19일 - 미국의 배우 제임스 가너. (1928년~)
- 7월 24일 - 대한민국의 영화배우, 가수 유채영. (1973년~)

### 8월
- 8월 8일 - 대한민국의 가수 박성신. (1968년~)
- 8월 10일 - 대한민국의 가수 정애리. (1952년~)
- 8월 11일 - 미국의 영화배우 로빈 윌리엄스. (1951년~)
- 8월 12일 - 미국의 영화배우, 모델 로렌 버콜. (1924년~)
- 8월 20일 - 대한민국의 영화배우 김진아. (1963년~)
- 8월 24일 - 영국의 영화배우 겸 감독 리처드 애튼버러. (1923년~)

### 9월
- 9월 3일 - 대한민국의 가수 은비. (레이디스 코드) (1992년~)
- 9월 4일 - 미국의 희극인 조앤 리버스. (1933년~)
- 9월 7일 - 대한민국의 가수 리세. (1991년~)

### 10월
- 10월 6일 - 대한민국의 국회의원, 기업인 배은희. (1959년~)
- 10월 10일 - 대한민국의 목사 방지일. (1911년~)
- 10월 14일 - 대한민국의 대학교수, 문학평론가 김치수. (1940년~)
- 10월 19일 - 자메이카의 싱어송라이터 겸 기타 연주자 존 홀트. (1947년~)
- 10월 26일 - 대한민국의 색소폰 연주가 정성조. (1946년~)
- 10월 27일 - 대한민국의 가수 신해철. (1968년~)
- 10월 28일 - 잠비아의 제5대 대통령 마이클 사타. (1937년~)
- 10월 31일 - 일본의 정치인 모토지마 히토시. (1922년~)

### 11월
- 11월 8일 - 대한민국의 기업인 이동찬. (1922년~)
- 11월 10일 - 일본의 영화배우, 가수 타카쿠라 켄. (1931년~)
- 11월 12일 - 대한민국의 기자 구본준. (1969년~)
- 11월 16일 - 대한민국의 영화배우 김자옥. (1951년~)
- 11월 19일 - 미국의 영화 감독 마이크 니컬스. (1931년~)
- 11월 26일 - 대한민국의 기업인 구자명. (1952년~)
- 11월 30일 - 일본의 바둑 기사 오청원. (1914년~)

### 12월
- 12월 2일 - 대한민국의 가수 죠앤. (1988년~)
- 12월 4일 - 대한민국의 배구 선수, 배구 감독 황현주. (1966년~)
- 12월 7일 - 대한민국의 경제학자 김기원. (1953년~)
- 12월 18일 - 이탈리아의 배우 비르나 리시. (1936년~)
- 12월 22일 - 영국의 가수 조 코커. (1944년~)

## 노벨상
- 경제학상: 장 티롤
- 문학상: 파트리크 모디아노
- 물리학상: 아카사키 이사무, 아마노 히로시, 나카무라 슈지
- 생리학 및 의학상: 존 오키프, 마이브리트 모세르, 에드바르 모세르
- 평화상: 말랄라 유사프자이, 카일라시 사티아르티
- 화학상: 에릭 베치그, 슈테판 헬, 윌리엄 머너

## 달력
| 1월 |    |    |    |    |    |    |
| 일  | 월 | 화 | 수 | 목 | 금 | 토 |
|     |    |    | 1  | 2  | 3  | 4  |
| 5   | 6  | 7  | 8  | 9  | 10 | 11 |
| 12  | 13 | 14 | 15 | 16 | 17 | 18 |
| 19  | 20 | 21 | 22 | 23 | 24 | 25 |
| 26  | 27 | 28 | 29 | 30 | 31 |    |

| 2월 |    |    |    |    |    |    |
| 일  | 월 | 화 | 수 | 목 | 금 | 토 |
|     |    |    |    |    |    | 1  |
| 2   | 3  | 4  | 5  | 6  | 7  | 8  |
| 9   | 10 | 11 | 12 | 13 | 14 | 15 |
| 16  | 17 | 18 | 19 | 20 | 21 | 22 |
| 23  | 24 | 25 | 26 | 27 | 28 |    |

| 3월 |    |    |    |    |    |    |
| 일  | 월 | 화 | 수 | 목 | 금 | 토 |
|     |    |    |    |    |    | 1  |
| 2   | 3  | 4  | 5  | 6  | 7  | 8  |
| 9   | 10 | 11 | 12 | 13 | 14 | 15 |
| 16  | 17 | 18 | 19 | 20 | 21 | 22 |
| 23  | 24 | 25 | 26 | 27 | 28 | 29 |
| 30  | 31 |    |    |    |    |    |

| 4월 |    |    |    |    |    |    |
| 일  | 월 | 화 | 수 | 목 | 금 | 토 |
|     |    | 1  | 2  | 3  | 4  | 5  |
| 6   | 7  | 8  | 9  | 10 | 11 | 12 |
| 13  | 14 | 15 | 16 | 17 | 18 | 19 |
| 20  | 21 | 22 | 23 | 24 | 25 | 26 |
| 27  | 28 | 29 | 30 |    |    |    |

| 5월 |    |    |    |    |    |    |
| 일  | 월 | 화 | 수 | 목 | 금 | 토 |
|     |    |    |    | 1  | 2  | 3  |
| 4   | 5  | 6  | 7  | 8  | 9  | 10 |
| 11  | 12 | 13 | 14 | 15 | 16 | 17 |
| 18  | 19 | 20 | 21 | 22 | 23 | 24 |
| 25  | 26 | 27 | 28 | 29 | 30 | 31 |

| 6월 |    |    |    |    |    |    |
| 일  | 월 | 화 | 수 | 목 | 금 | 토 |
| 1   | 2  | 3  | 4  | 5  | 6  | 7  |
| 8   | 9  | 10 | 11 | 12 | 13 | 14 |
| 15  | 16 | 17 | 18 | 19 | 20 | 21 |
| 22  | 23 | 24 | 25 | 26 | 27 | 28 |
| 29  | 30 |    |    |    |    |    |

| 7월 |    |    |    |    |    |    |
| 일  | 월 | 화 | 수 | 목 | 금 | 토 |
|     |    | 1  | 2  | 3  | 4  | 5  |
| 6   | 7  | 8  | 9  | 10 | 11 | 12 |
| 13  | 14 | 15 | 16 | 17 | 18 | 19 |
| 20  | 21 | 22 | 23 | 24 | 25 | 26 |
| 27  | 28 | 29 | 30 | 31 |    |    |

| 8월 |    |    |    |    |    |    |
| 일  | 월 | 화 | 수 | 목 | 금 | 토 |
|     |    |    |    |    | 1  | 2  |
| 3   | 4  | 5  | 6  | 7  | 8  | 9  |
| 10  | 11 | 12 | 13 | 14 | 15 | 16 |
| 17  | 18 | 19 | 20 | 21 | 22 | 23 |
| 24  | 25 | 26 | 27 | 28 | 29 | 30 |
| 31  |    |    |    |    |    |    |

| 9월 |    |    |    |    |    |    |
| 일  | 월 | 화 | 수 | 목 | 금 | 토 |
|     | 1  | 2  | 3  | 4  | 5  | 6  |
| 7   | 8  | 9  | 10 | 11 | 12 | 13 |
| 14  | 15 | 16 | 17 | 18 | 19 | 20 |
| 21  | 22 | 23 | 24 | 25 | 26 | 27 |
| 28  | 29 | 30 |    |    |    |    |

| 10월 |    |    |    |    |    |    |
| 일   | 월 | 화 | 수 | 목 | 금 | 토 |
|      |    |    | 1  | 2  | 3  | 4  |
| 5    | 6  | 7  | 8  | 9  | 10 | 11 |
| 12   | 13 | 14 | 15 | 16 | 17 | 18 |
| 19   | 20 | 21 | 22 | 23 | 24 | 25 |
| 26   | 27 | 28 | 29 | 30 | 31 |    |

| 11월 |    |    |    |    |    |    |
| 일   | 월 | 화 | 수 | 목 | 금 | 토 |
|      |    |    |    |    |    | 1  |
| 2    | 3  | 4  | 5  | 6  | 7  | 8  |
| 9    | 10 | 11 | 12 | 13 | 14 | 15 |
| 16   | 17 | 18 | 19 | 20 | 21 | 22 |
| 23   | 24 | 25 | 26 | 27 | 28 | 29 |
| 30   |    |    |    |    |    |    |

| 12월 |    |    |    |    |    |    |
| 일   | 월 | 화 | 수 | 목 | 금 | 토 |
|      | 1  | 2  | 3  | 4  | 5  | 6  |
| 7    | 8  | 9  | 10 | 11 | 12 | 13 |
| 14   | 15 | 16 | 17 | 18 | 19 | 20 |
| 21   | 22 | 23 | 24 | 25 | 26 | 27 |
| 28   | 29 | 30 | 31 |    |    |    |

### 음양력 대조 일람
| 음력월 | 월건 | 대소 | 음력 1일의 양력 월일 | 음력 1일 간지 |
| ------ | ---- | ---- | -------------------- | ------------- |
| 1월    | 병인 | 소   | 1월 31일             | 임인          |
| 2월    | 정묘 | 대   | 3월 1일              | 신미          |
| 3월    | 무진 | 소   | 3월 31일             | 신축          |
| 4월    | 기사 | 대   | 4월 29일             | 경오          |
| 5월    | 경오 | 소   | 5월 29일             | 경자          |
| 6월    | 신미 | 대   | 6월 27일             | 기사          |
| 7월    | 임신 | 소   | 7월 27일             | 기해          |
| 8월    | 계유 | 대   | 8월 25일             | 무진          |
| 9월    | 갑술 | 대   | 9월 24일             | 무술          |
| 윤9월  |      | 소   | 10월 24일            | 무진          |
| 10월   | 을해 | 대   | 11월 22일            | 정유          |
| 11월   | 병자 | 소   | 12월 22일            | 정묘          |
| 12월   | 정축 | 대   | 2015년 1월 20일      | 병신          |

### 연휴
- 1월 30일 (목) ~ 2월 2일 (일) - 설날 연휴 (4일)
- 5월 1일 (목) ~ 5월 6일 (화) - 노동절·어린이날·부처님 오신 날 징검다리 연휴 (6일)
- 6월 4일 (수) ~ 6월 8일 (일) - 6회 지방선거·현충일 징검다리 연휴 (5일)
- 8월 15일 (금) ~ 8월 17일 (일) - 광복절 연휴 (3일)
- 9월 6일 (토) ~ 9월 10일 (수) - 추석 연휴 (5일)
- 10월 3일 (금) ~ 10월 5일 (일) - 개천절 연휴 (3일)
- 10월 9일 (목) ~ 10월 12일 (일) - 한글날 징검다리 연휴 (4일)
- 12월 25일 (목) ~ 12월 28일 (일) - 크리스마스 징검다리 연휴 (4일)